# 瑪麗皇后號
瑪麗皇后號（英語：RMS Queen Mary）是一艘被冠以“皇家邮船”的远洋班轮，曾经在1936年至1967年期间为冠达-白星航运服务，每周提供从英国南安普顿经法国瑟堡到美国纽约的北大西洋服务。这艘班轮由苏格兰克莱德班克的约翰·布朗造船厂建造，是冠达于20世纪30年代中期设计的两艘远洋班轮之一，另一艘是伊利沙伯皇后号班轮，它们是英国对德国、意大利和法国公司在1920年代末和1930年代初建造的超级班轮的响应。
玛丽皇后号于1936年5月27日首航，并在同年8月赢得了蓝丝带奖。尽管在1937年输给了诺曼底号，但在1938年重新赢得该奖项，一直保持到1952年，直到新的SS美国号取得了这一殊荣。二战爆发后，玛丽皇后号被改装成运输舰，运送了大量的盟军士兵。战后，玛丽皇后号重新改装为客运服务，与伊利沙伯皇后号持续进行横越北大西洋的客运服务。主宰着横越大西洋的客运运输市场，直到1950年代末喷射机时代的来临。
1960年代中期，由于玛丽皇后号的船龄变老，营运亏损不断。经过几年的经营困难，该船只最终于1967年正式退役。并在同年10月31日最后一次离开南安普敦，航行到美国加利福尼亚州长滩，并永久停泊在那里。长滩市政府购买了这艘班轮并将其打造成旅游景点，其中包括餐厅、博物馆和酒店。多年来，市政府将邮轮的经营管理权委托给各种第三方公司。然而，在2021年，经营公司申请破产，并发现玛丽皇后号需要大规模维修以防沉没，于是市政府决定收回经营控制权。目前，玛丽皇后号仍然是长滩市的一个重要旅游景点，吸引着众多游客前来参观。

## 構造和命名

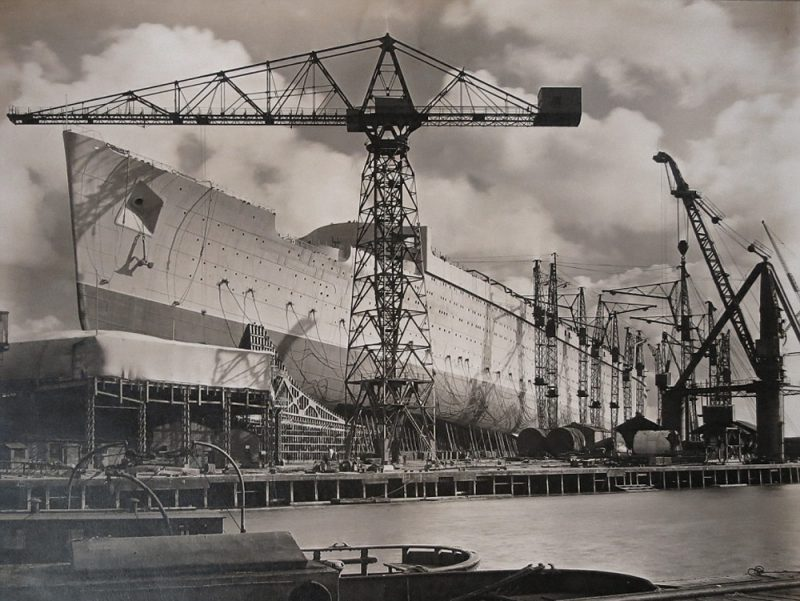
1934年，正在建造的瑪麗皇后號

隨著德國推出布雷門號和歐羅巴號提供遠洋服務，英國不希望在造船競賽中落後。於是，白星航運公司於1928年開始建造其擁有8萬噸位的奧西尼克號，而冠達計劃則在同時建造一艘自家的7.5萬噸無名船舶。該船的建造工程於1930年12月在蘇格蘭克萊德班克的約翰·布朗造船廠靠近克萊德河的號碼「534號」船廠上，正式建造船體。然而，受到大蕭條的影響，工程在1931年12月暫時停頓。為了完成號碼534號未完成的船舶建造，冠達向英國政府申請貸款。幸運的是，這項貸款得到批准，為他們提供了足夠的資金，使得未完成的船舶能順利完工，並且另外建造一艘相同型號的船舶，目的是提供每週兩艘船舶往返紐約的服務。
然而，貸款的條件之一是冠達必須與白星航運合併。當時，白星同樣是一家陷入財資困境的航運公司，作為當時冠達的主要英國競爭對手，白金因大蕭條而被迫取消奧西尼克號的建造計劃。為了能夠得到貸款的批准，兩家公司都同意了這項合併，並於1934年5月10日完成了合併程序。隨著合併完成，瑪麗皇后號號的建造工程立即恢復，並於1934年9月26日下水。這座宏偉的郵輪最終完成耗時3年半，總造價達到350萬英鎊，相當於2022年的3.828億2383萬美元。船舶的大部分內部設計和建造由布羅姆斯格羅夫公司負責。而為了應對瑪麗皇后號號的龐大尺寸，克萊德河還需進行專門的加深工程，這項任務由工程師大衛·艾倫·史蒂文森負責執行。
這艘船以喬治五世的配偶特克的玛丽的名字命名，這個名字在下水之前一直嚴格保密。有傳言稱丘纳德原本計劃按照公司的傳統，將船隻取名為維多利亞號，而其船名慣例是以「ia」結尾。但是，當公司代表請求國王允許以「英國最偉大的女王」的名義來命名這艘洋輪時，國王表示他的妻子瑪麗將會感到高興。至於另一個傳言中則表示，代表團音別無選擇，只好報告說「534號船體」將被命名為「瑪麗皇后號」。
儘管公司官員否認了這個故事，這些傳言在1947年由弗蘭克·布雷納德在他的書《船隻的生命》中發表後受到廣泛質疑。然而，在1979年，《華盛頓郵報》的編輯費利克斯·莫利在他的自傳中為這個故事提供了一些支持，他曾在瑪麗皇后號號1936年的處女航上作為客人與冠達航運公司同行。他寫道，他與冠達主席帕西·貝茨爵士一起坐在一張桌子上。貝茨告訴他船名的故事，條件是「你不能在我有生之年發表這個故事」。這個故事最終在1988年得到證實，當時布雷納德也參加了同一個宴會，並與阿什利·斯帕克斯爵士的女兒艾莉諾·斯帕克斯一起用餐。她向布雷納德證實這個「最受歡迎的故事」的存在。
儘管如此，昆納德仍然否認改變名稱的事實。傳統上主權的名字只用於英國皇家海軍的主力艦。而瑪麗皇后號這個名字可能是冠達和白星航運公司之間的妥協，因為這兩家公司都有使用名字結尾為「ic」（白星）的傳統和「ia」（昆冠達）。由於「瑪麗皇后」名稱原本已給予克萊德拖船的TS瑪麗皇后號，因此冠達與其所有人進行了安排，這艘舊船被重新命名「瑪麗皇后II號」（Queen Mary II）。
瑪麗皇后號安裝了24個亞羅型鍋爐，分佈在四個鍋爐室，以及四個C. A.帕森斯單級減速齒輪汽輪機分佈在兩個動力室。這些鍋爐提供了每平方英寸400磅（28巴）的700°F（371°C）蒸汽，為四個螺旋槳提供最大212,000軸馬力（158,000千瓦），每個螺旋槳轉速為每分鐘200轉。瑪麗皇后號在1936年初的接受試驗中達到了32.84節的速度。
然而，就在1936年3月24日，當瑪麗皇后號離開克萊德班克的途中，她曾在克萊德河擱淺，但在克萊德拖船的幫助下被重新浮起。

## 服役

### 啟用

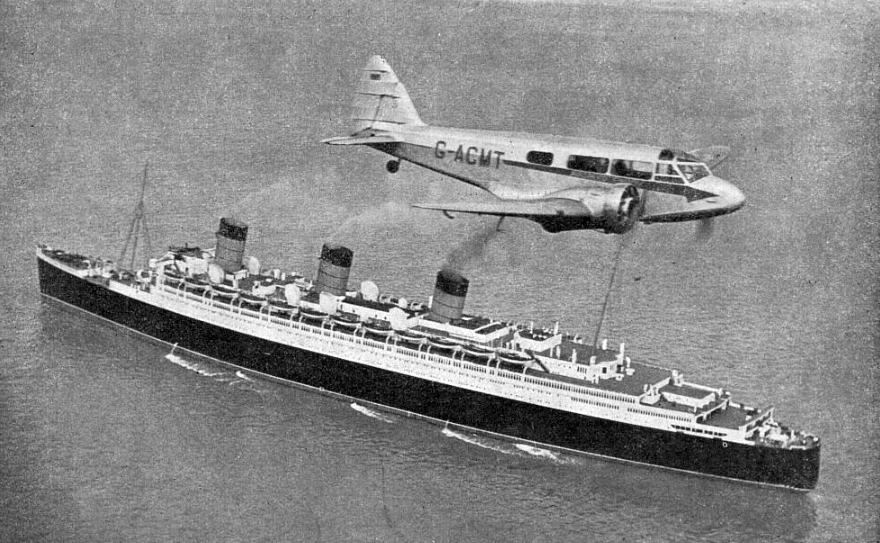
1936年的瑪麗皇后號和風速信使（英语：Airspeed Envoy）
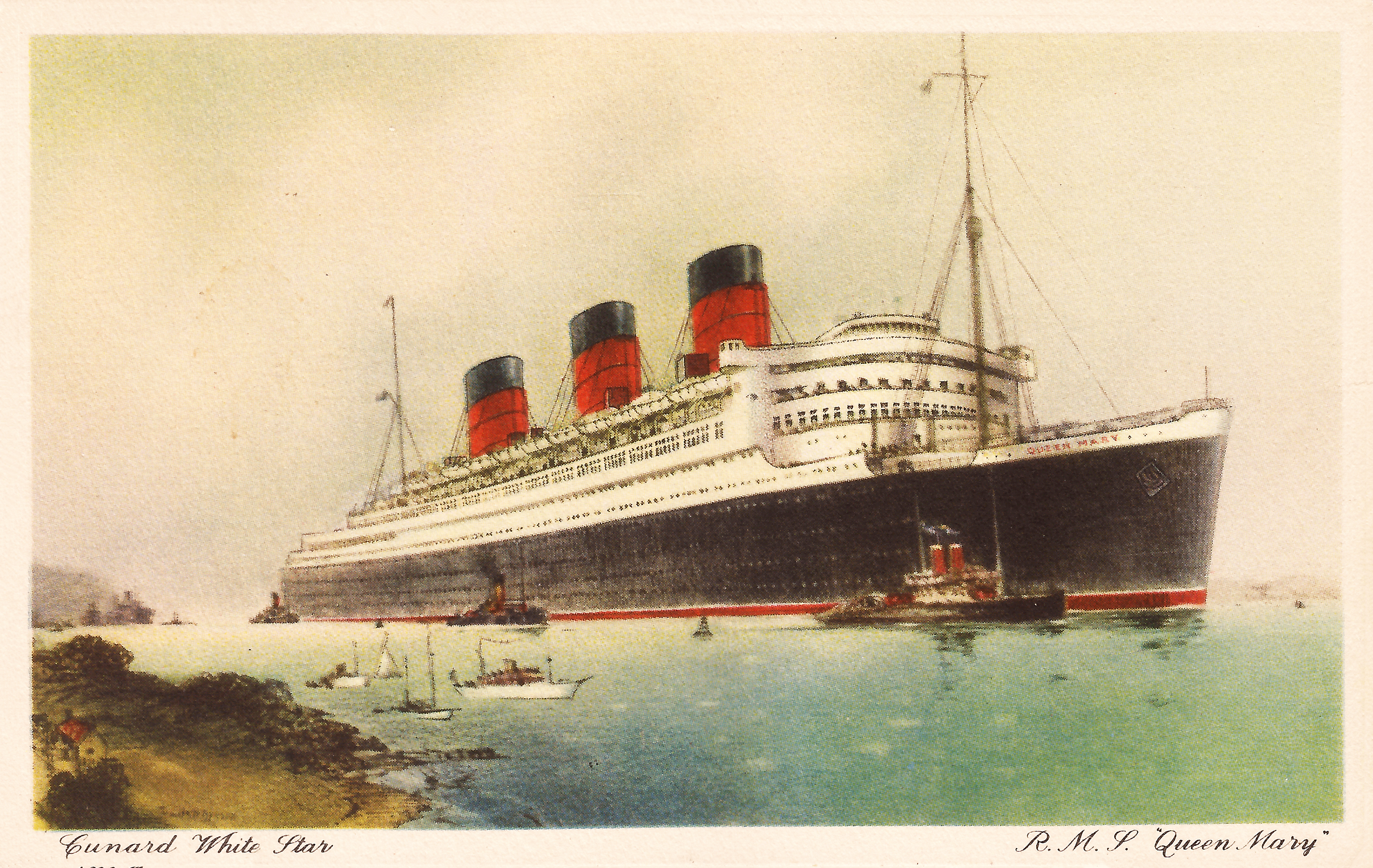
瑪麗皇后號的明信片
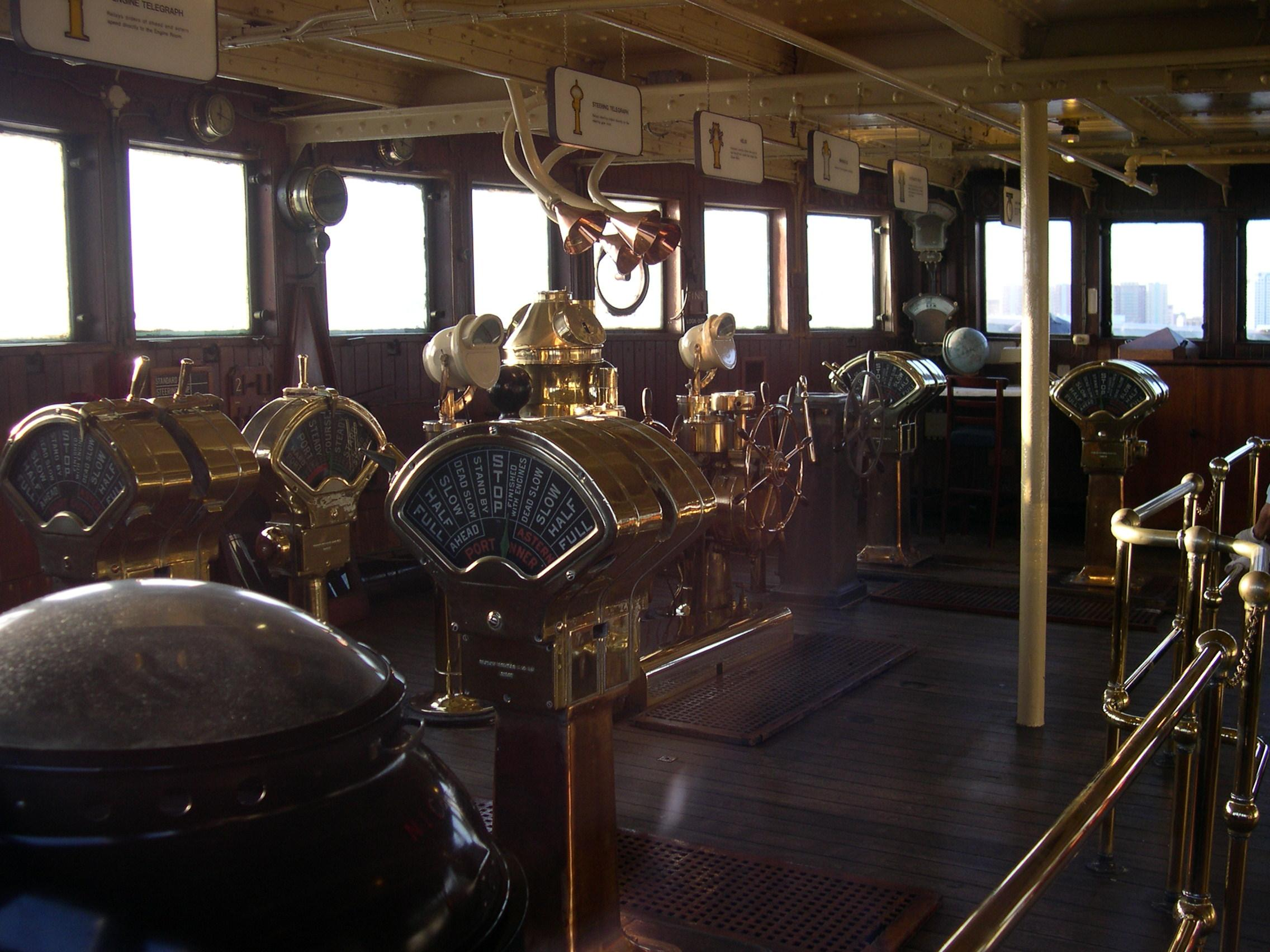
瑪麗皇后號的駕駛室

1934年，全新的远洋班轮正式以瑪麗皇后的名字命名，并加入“RMS”的前缀。在下水儀式上，瑪麗皇后號被18條拖鏈緩慢拖拽，以控制她進入克萊德河，這部分河道已經擴寬以容納班轮下水。
1936年5月27日，瑪麗皇后號從南安普敦啟程，展開了她的首次處女航，此次航行由愛德加·布里頓爵士指揮。布里頓是冠達-白星航運的主席，在瑪麗皇后號在約翰·布朗造船廠建造期間曾擔任主席。最初啟用時，瑪麗皇后號的噸位達到80,774噸，而她的競爭對手諾曼第號最初的噸位為79,280噸，但在前一年冬天被改裝成83,243噸。瑪麗皇后號在處女航的大部分時間以高速航行前往紐約，只有在最後一天受到濃霧的影響而減速，最終在1936年6月1日抵達紐約港。
然而，瑪麗皇后號的設計受到一些批評，有人認為她過於傳統，尤其是與諾曼底號的革命性流線型船首相比。除了她的巡洋艦船尾，她似乎是丘纳德航运公司在第一次世界大戰前舊有班轮的放大版本。在船內部，儘管主要以裝飾藝術風格為主，但瑪麗皇后號的設計顯得克制和保守。儘管如此自載客量看，瑪麗皇后號在成績上實質比其他的競爭對手更受歡迎。
1936年8月，瑪麗皇后號以平均速度30.14節（55.82每小時；34.68英里每小時）西行和30.63節（56.73每小時；35.25英里每小時）東行奪得了藍絲帶獎，這個榮譽原歸屬諾曼第號。諾曼第號隨後重新裝配一套新的螺旋槳，並重新奪回該榮譽。但在1938年，瑪麗皇后號以平均速度30.99節（57.39每小時；35.66英里每小時）西行和31.69節（58.69每小時；36.47英里每小時）東行再次奪回了藍絲帶號，這些記錄直到1952年才被SS美國號打破。瑪麗皇后號在航行中一直保持著極高的速度和聲譽。

### 內飾
瑪麗皇后號為乘客提供多樣化的設施，其中包括兩個室內游泳池、美容沙龍廳、圖書館和兒童護理室，供應給不同等級的乘客使用。此外，還有音樂工作室和講座廳，提供各種娛樂和學習機會。船上更有可通往全球的電話連接，這在當時是一項非常先進的設施。甲板上也設有戶外板球場和狗舍，船上上最引人注目的房間為頭等艙（一等艙）的主餐廳，被稱為大沙龍廳。這個宏偉的餐廳高達三層樓高，由寬大的柱子支撐。船上許多公共場所都有空調系統。頭等艙的游泳池設施則跨越兩層甲板高。此外，這是第一艘配備猶太祈禱室的遠洋客輪，這是一項國家政策的一部分，旨在表明英國航運避免當時納粹德國明顯的反猶太主義。
除了提供就餐環境，頭等艙主餐廳還擺放一張大型北大西洋橫越航線地圖，其中雙軌象徵著冬季/春季航線和夏季/秋季航線。每次航行中，一個小型的馬達化瑪麗皇后號模型會沿著壁畫行進，以顯示船隻的航程進度。此外，瑪麗皇后號還設有一個獨立的頭等艙露台燒烤餐廳，這是一家專屬À la carte餐廳，同時也是晚上的星光俱樂部。船上還有觀景酒吧以及裝飾藝術風格的休息室。
在所有的公共場所和客艙中使用了大英帝国不同地區的木材，乘客的住宿範圍從頭等艙的豪華客艙到三等艙的簡樸客艙提供多樣化的選擇，在1933年，冠達委託愛德華·沃茲沃思和A·鄧肯·卡爾斯等藝術家為內部設計創作一些藝術品。
- 頭等艙餐廳，現稱為「大沙龍廳」。上面的壁畫有一個移動的水晶模型，用於跟蹤瑪麗皇后號以及後來服役時的伊麗莎白女王號的航線進度。
- 頭等艙餐廳的壁畫近照，上面有一個水晶模型跟蹤航線進度
- 頭等艙餐廳今貌

## 第二次世界大戰

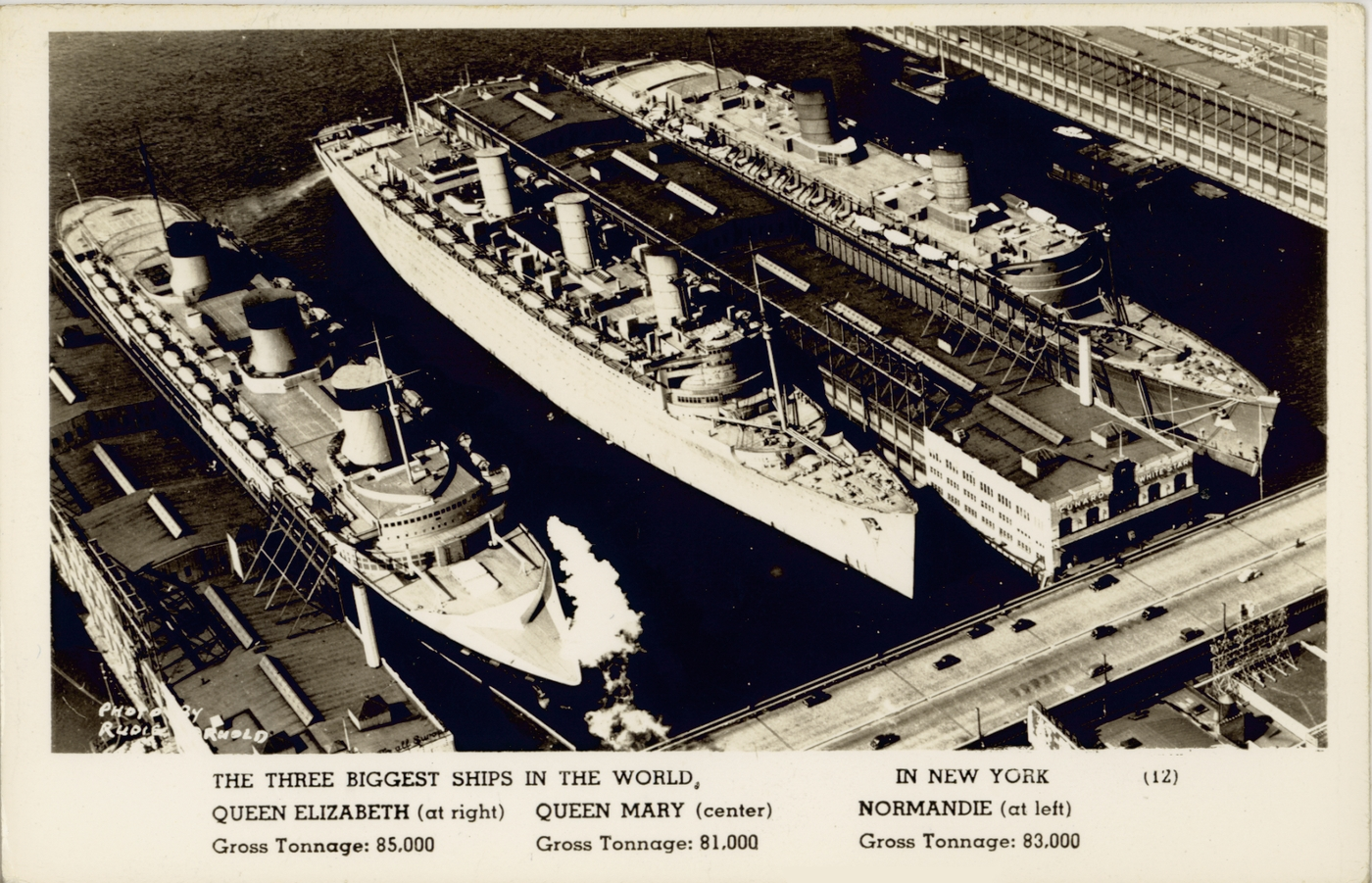
1940年，因二戰爆發而停靠紐約港的諾曼底號、瑪麗皇后號和伊麗莎白女王號
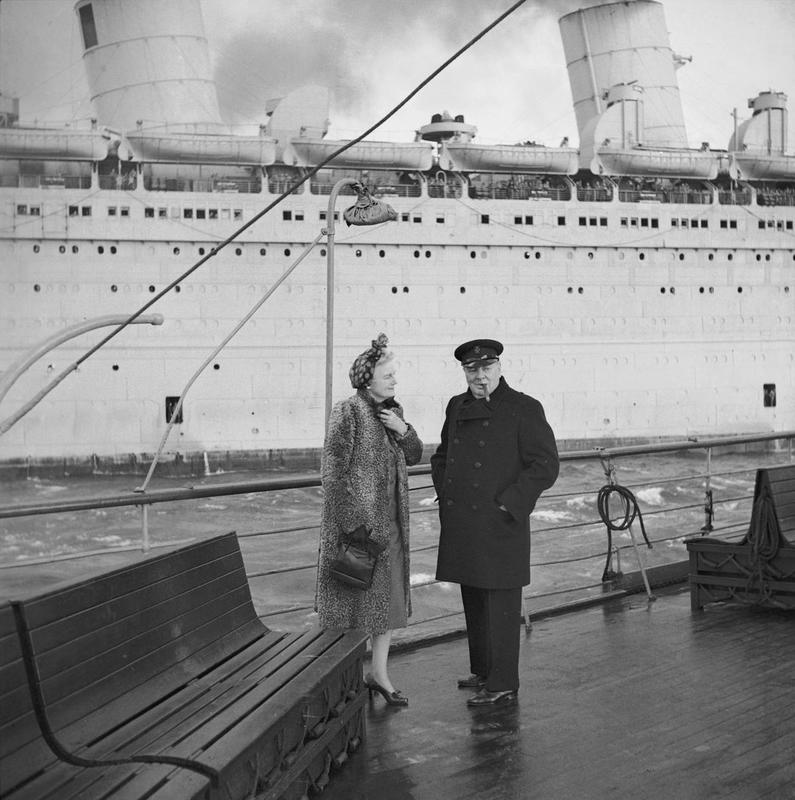
溫斯頓·丘吉爾與瑪麗皇后號
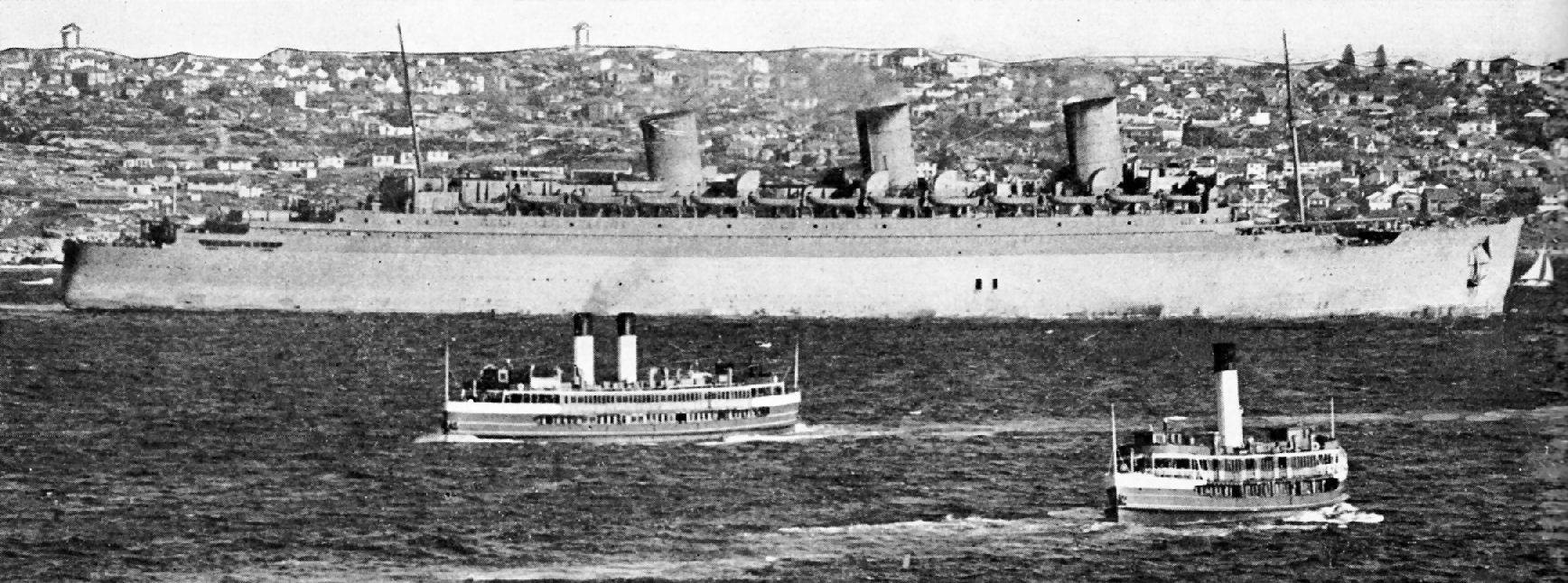
二戰時期位於雪梨的瑪麗皇后號
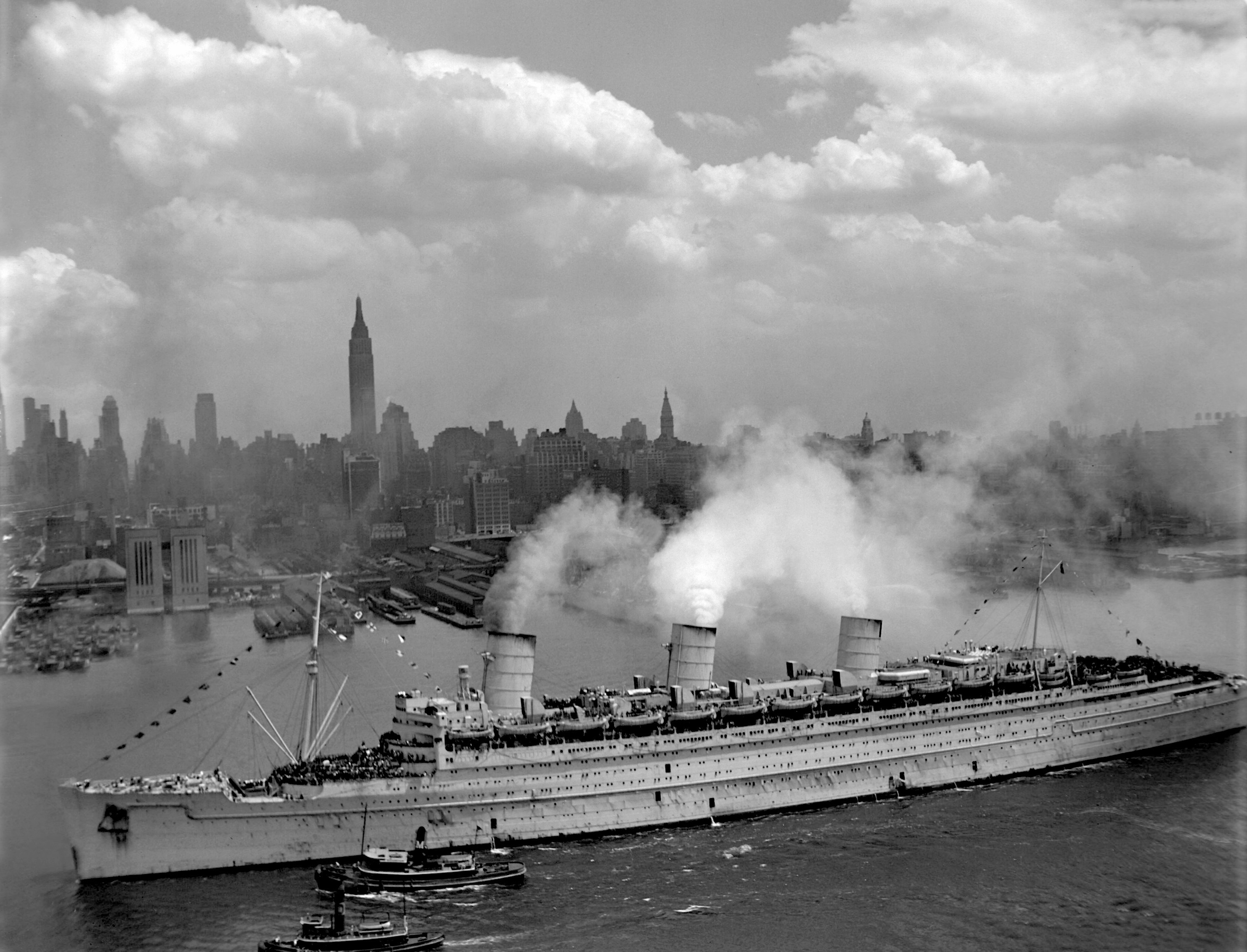
1945年6月20日，數千名美國士兵搭乘瑪麗皇后號抵達紐約港

1939年8月末，瑪麗皇后號班轮從紐約返航至南安普敦。由於國際局勢緊張，瑪麗皇后號不得不由胡德号战列巡洋舰護航至目的地，並於9月1日再度啟程前往紐約。然而，正當她抵達紐約港期間，第二次世界大戰爆發，瑪麗皇后號、諾曼第號和伊利沙伯皇后號郵輪被迫閒置，盟軍指揮官決定將它們改裝成軍艦。不幸的是，諾曼第號在改裝過程中因火災而被毀。而瑪麗皇后號則離開紐約前往澳洲悉尼，連同其他幾艘客輪一同改裝為運輸艦，用以運送澳洲和紐西蘭的士兵前往英國。
在第二次世界大戰的改裝中，瑪麗皇后號的船身、上層結構和煙囪都被塗上了海軍灰色。全新的塗裝以及她的高速，使她被戲稱為「灰色鬼影」。為了防止磁性水雷的攻擊，船體外部安裝了退磁線圈。船內的客房家具和裝飾都被拆除，取而代之的是三層固定木製床鋪，後來又被更換為折疊床鋪，在整個戰爭期間，「女王瑪麗號」共拆除了6英里（9.7）的地毯，其中220箱瓷器、水晶和銀器，以及掛毯和繪畫，這些都被儲存在倉庫內。客房、頭等艙餐廳和其他公共區域的木裝飾都被覆蓋上皮革。作為參與戰爭中最大和最快的軍艦，瑪麗皇后號和伊利沙伯皇后號經常一次運載多達15,000名士兵，並經常獨自航行而不受護航。其高速和錯綜複雜的航線使得U型潜艇幾乎無法追趕她們。
1942年10月2日，瑪麗皇后號在愛爾蘭海岸附近意外撞沉了護航艦庫拉科阿號，造成239人喪生。當時，瑪麗皇后號載有美國陸軍第29步兵師的數千名美國士兵前往歐洲與盟軍部隊會合。由於潛艇襲擊的風險，女王皇后號接到不得有任何情況下停船的命令，並帶著斷裂的船艏持續航行。有些來源稱，數小時後，護航艦隊的領航護航艦布拉姆漢號和另一艘船返回救援庫拉科阿號的338名幸存者中的99人，其中包括船長約翰·W·鮑特伍德。然而，這一說法被船長的副官(後來的康納德艦隊長)哈里·格拉蒂奇否認，他記錄稱瑪麗皇后號的船長高登·伊林斯沃思在庫拉科阿號沉沒時，曾立即下令隨行的驅逐艦搜尋倖存者。
1942年12月8日至14日，女王皇后號載運了10,389名士兵和950名船員（總計11,339人）。在此期間，當她在遭遇距離蘇格蘭700英里（1,100）處的大風時，突然被一個可能高達28（92英尺）的巨浪側擊。關於這次航行的詳細描述可在威廉·福特·卡特的書中找到。卡特引用了當時隨船的第110站醫院的父親諾瓦爾·卡特博士（Dr. Norval Carter）的來信，當時卡特博士寫道：「瑪麗皇后號幾乎翻覆了……一會兒，頂層甲板仍然在其正常高度，然後，突然！她會突然下沉、翻覆，然後前傾。」後來計算出，船艦傾斜了52度，再多傾斜3度就會翻覆。
1943年7月25日至30日，瑪麗皇后號載運了15,740名士兵和943名船員（總計16,683人），創下一次運載最多乘客的船隻記錄。由於船上人數過多，乘客不得不在甲板上睡覺。
在戰爭期間，瑪麗皇后號也曾多次載運英國首相溫斯頓·丘吉爾穿越大西洋，與其他盟軍高級官員會面。他在乘客名單上被列為「沃登上校」。邱吉爾後來評論說，瑪麗皇后號讓戰爭縮短了一年。

## 第二次世界大戰後
1945年，在將戰爭新娘送往加拿大後，瑪麗皇后號以前所未有的速度返回南安普敦，僅使用3天、22小時和42分鐘，平均速度接近32節（59每小時；37英里每小時）。從1946年9月到1947年7月，船隻內部則進行了改裝，加裝了空調並升級了艙位配置，提供711個頭等艙、707個客艙和577個旅遊艙的乘客席位。改裝後，瑪麗皇后號和伊麗莎白女王號再度成為冠達白星公司兩艘每週一次的快船航線，持續經營著跨大西洋的客運貿易延續至1950年代。並在1947年後為冠達帶來了高額利潤。
1949年1月1日，瑪麗皇后號在法國瑟堡附近擱淺。次日，她被重新浮起並恢復服役。1958年，由於首次商業喷气式飞机跨大西洋航班開啟全新的競爭時代。新型飛機使倫敦至紐約的旅行時間縮短至7-8小時，從而大大減少人們對海上航線的需求。在某些航次中，尤其是冬季期間，瑪麗皇后號在進港時，船員反而比運送的乘客還多，但直到1960年代中期，她和伊麗莎白女王號的平均乘客數仍超過1000人次。直到1965年起，整個丘纳德远洋班轮船隊都在虧損中持續經營。

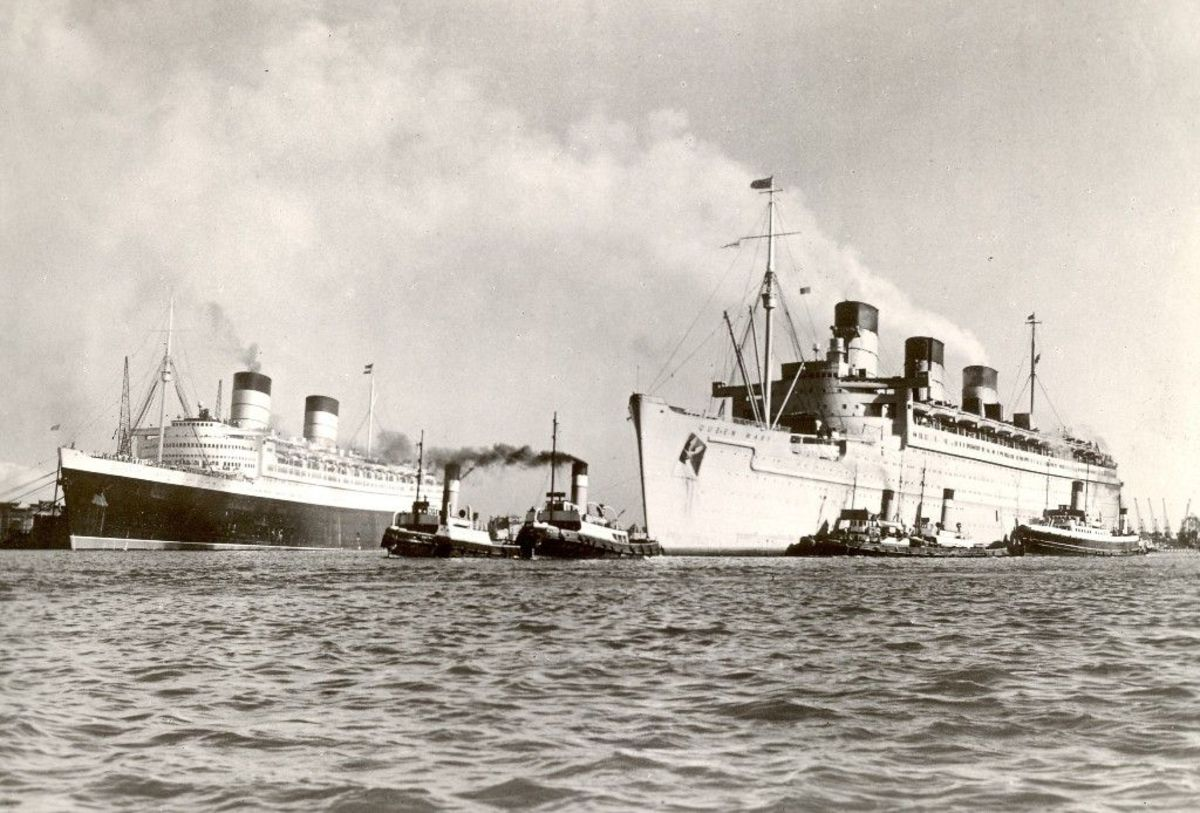
伊麗莎白女王號和瑪麗皇后號，攝於1946年。
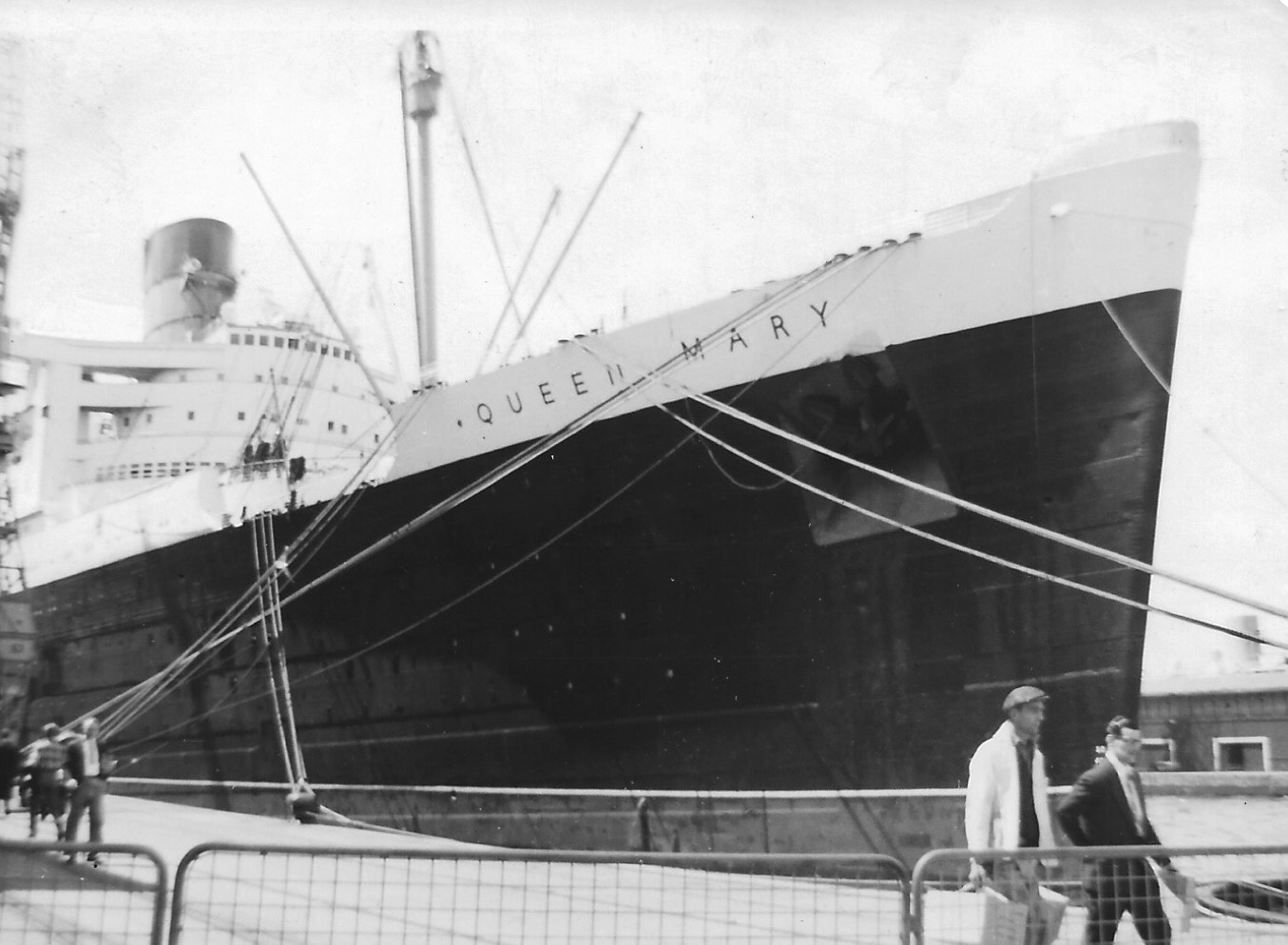
位於南安普頓的瑪麗皇后號，攝於1956年
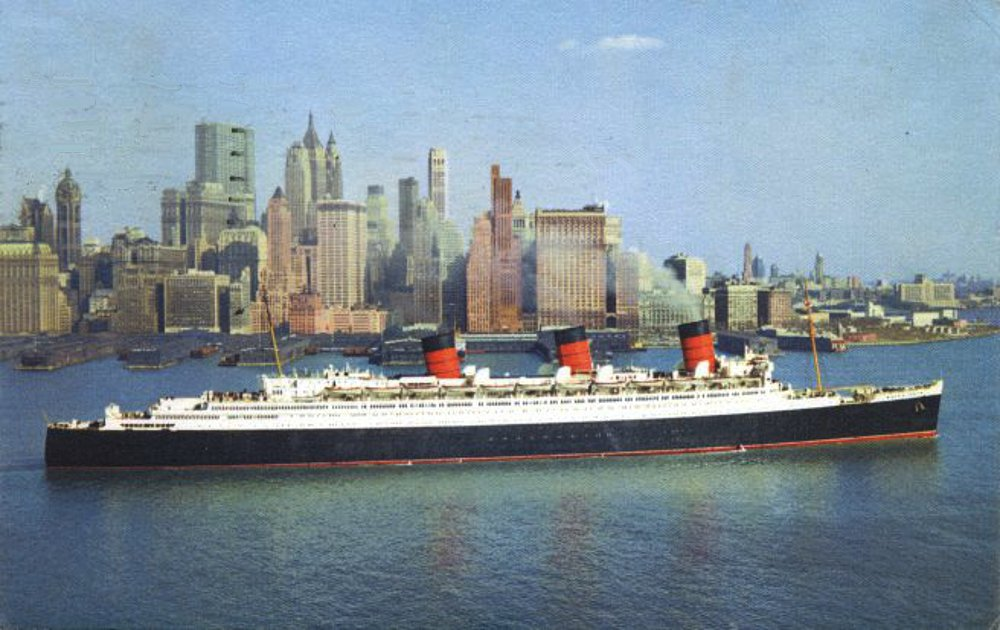
位於紐約的瑪麗皇后號，攝於1950年代
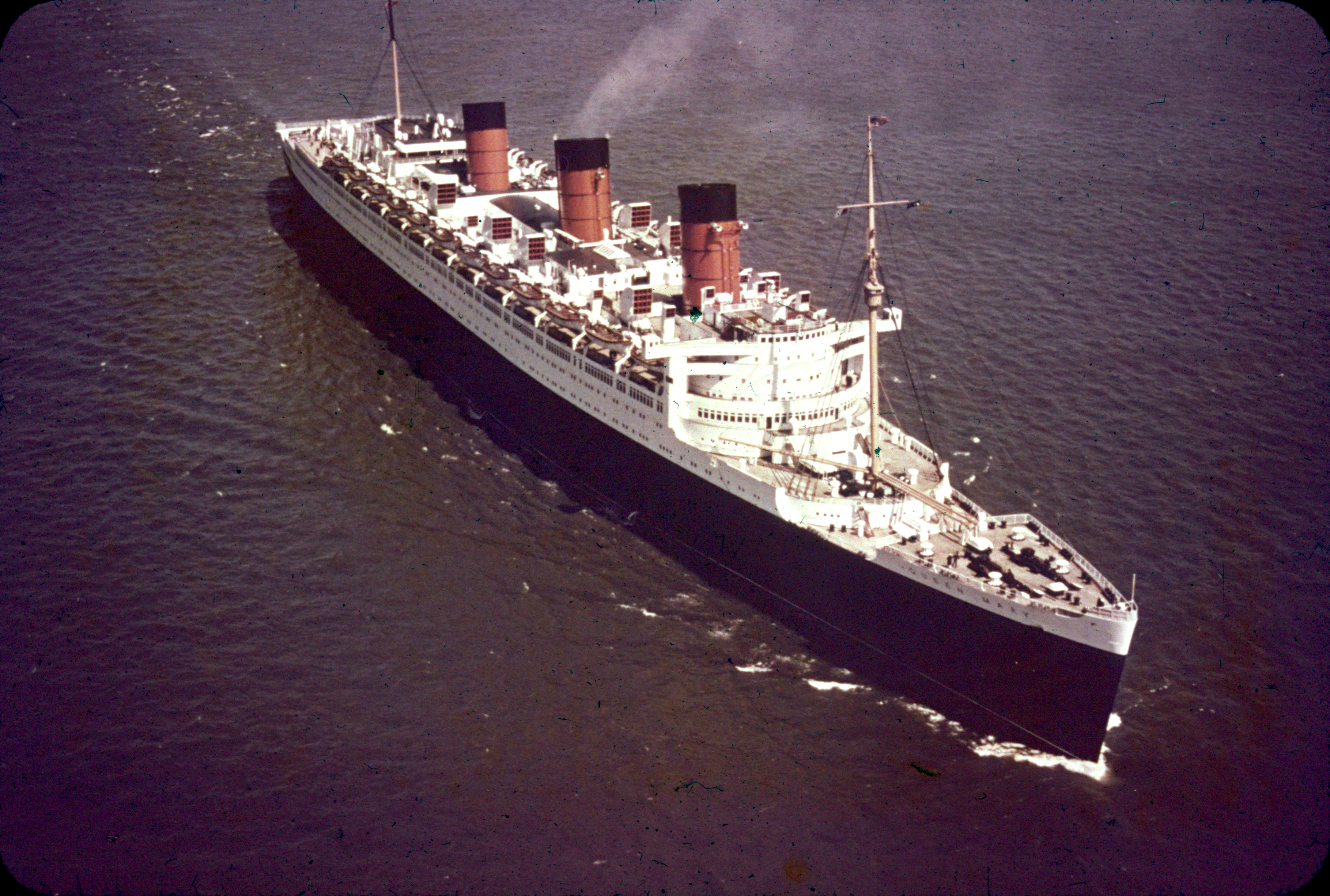
1965年的瑪麗皇后號

為了繼續為正在布朗造船廠建造中的伊莉莎白女王二號提供資金，庫納德將大部分船隊抵押。並考驢到船齡老化、公眾興趣不足、進入新市場的效率低下以及全國海員罷工帶來的負面影響，冠達宣布將瑪麗皇后號和伊麗莎白女王號退役並出售。最終，來自加利福尼亞州長灘的34.5萬美元（合120萬英鎊）的投標價，超過了日本廢舊金屬商家的報價。在此期間，瑪麗皇后號還成為1966年由法蘭·仙納杜拉主演的電影《襲擊女王號》劇中拍攝的主要場景。
最終，瑪麗皇后號於1967年退役。在1967年9月27日完成了第1001次，也是最後一次跨越北大西洋的航行，她在航運生涯中共載運了211.2萬名乘客，總航程達3,792,227英里（6,102,998）。在該年，他在約翰·特雷傑·瓊斯船長的指揮下（他自1965年以來一直擔任船長），於於10月31日最後一次從南安普敦出發，載有1,093名乘客和806名船員。經過環繞合恩角的航行，於12月9日抵達長灘。當伊麗莎白女王號於1968年退役後，伊麗莎白女王二號則於1969年正式接替跨大西洋航線。
瑪麗皇后號在此後永久停泊在長灘，作為旅遊景點、酒店、博物館和活動設施。

## 長灘

### 內部裝修
1967年，瑪麗皇后號被長灘購買並改建成為浮動酒店。改建計劃包括清空幾乎所有「C」甲板以下（1950年後改為「R」甲板，以減少乘客混淆，因為餐廳位於「R」甲板）的區域，為雅克-伊夫·庫斯托創立的新海洋博物館腾出空間。更使得博物館的面積增加到了400,000平方英尺（37,000平方）。修復計畫涉及到拆除所有鍋爐室、前機房、兩個渦輪發電機室、船舶穩定裝置和軟化水廠。船的空燃料箱被填滿當地的泥漿，以保持船的重心和吃水在正確的水平，這些關鍵因素受到各種組件和結構的影響。最終只有船尾的後機房和「軸巷」被保留。其餘空間將用於儲存或辦公空間。
在改建過程中曾出現的一個問題是陸上工會和海事工會之間在改建工作上的爭議。最終，具有最終決定權的美國海岸警衛隊認為。瑪麗皇后號在此次改建供稱被認定為「建築物」，理由包括其大多數螺旋槳已被拆除，以及機械設備已被清空。船體在此期間還重新塗上紅色的水位漆，使吃水線稍高於之前。此外，在改建過程中，原有的煙囪也被拆除，因為該區域需要用於搬出機房和鍋爐室中的廢料。工人們在修復過程中發現煙囪已經嚴重損壞，因此採用複製品進行了更換。
幾乎所有從「R」甲板以下的較低甲板都被清空，原因是該船的最初承租人大來國際計劃將剩餘的部分改建成酒店。然而隨著母公司被出售，卻確定公司的新方向後，大來國際瑪麗皇后號最後於1970年解散。隨後則由一家名為特色餐廳（Specialty Restaurants）的洛杉磯公司成為主要承租人。該公司提出的第二個計劃基本思路是將甲板A和B上的大部分一、二等艙改建成酒店客房，將主要休息室和餐廳改建成宴會場所。在長廊甲板上，右舷的露天走廊則封閉，打造成一個名為納爾遜勳爵和漢密爾頓夫人（Lord Nelson's and Lady Hamilton's）的高檔餐廳和咖啡廳，該餐廳以19世紀初帆船為主題。著名而優雅的觀察酒吧則被重新裝飾成一個西部主題酒吧。
較小的一等公共室，如繪畫室、圖書館、講座室和音樂工作室，將被剝去大部分設施改建為商業用途，以擴大船上的零售空間。兩個購物中心分別在陽光甲板上的先前一等艙和工程師住所的不同空間中建成。戰後初期所裝設的一等艙電影院則改建為長廊甲板的餐廳。一等艙休息室和吸菸室進行了重新配置，改建成宴會場所。二等艙吸菸室被分割為婚禮教堂和辦公空間。在太陽甲板上，優雅的涼台燒烤間（Verandah Grill）被拆除並改建成快餐店，同時在運動甲板上方的空間被用於高檔用餐場所，該空間曾用於船員住所使用。
二等艙休息室擴建到了船的兩側，並用於宴會使用。R甲板上的一等艙餐廳進行了重新配置，並分割成兩個宴會場所，即皇家沙龍和溫莎廳。二等艙餐廳被分割為廚房儲藏室和船員餐廳，而三等艙餐廳最初被用作儲藏室和船員空間。
此外，R甲板上一等艙的土耳其浴室被拆除。二等艙游泳池被拆除，其空間最初用於船員的辦公室，而一等艙游泳池則對酒店客人和遊客開放供觀賞。由於現代安全規定以及位於游泳池直下的區域受損的結構穩固性，改建後該游泳池無法再用於游泳，儘管在1980年代末之前一直填滿水。今天，該游泳池只能在導遊陪同下參觀，由於酒店營運商從未進行維護，目前已處於廢棄狀態。

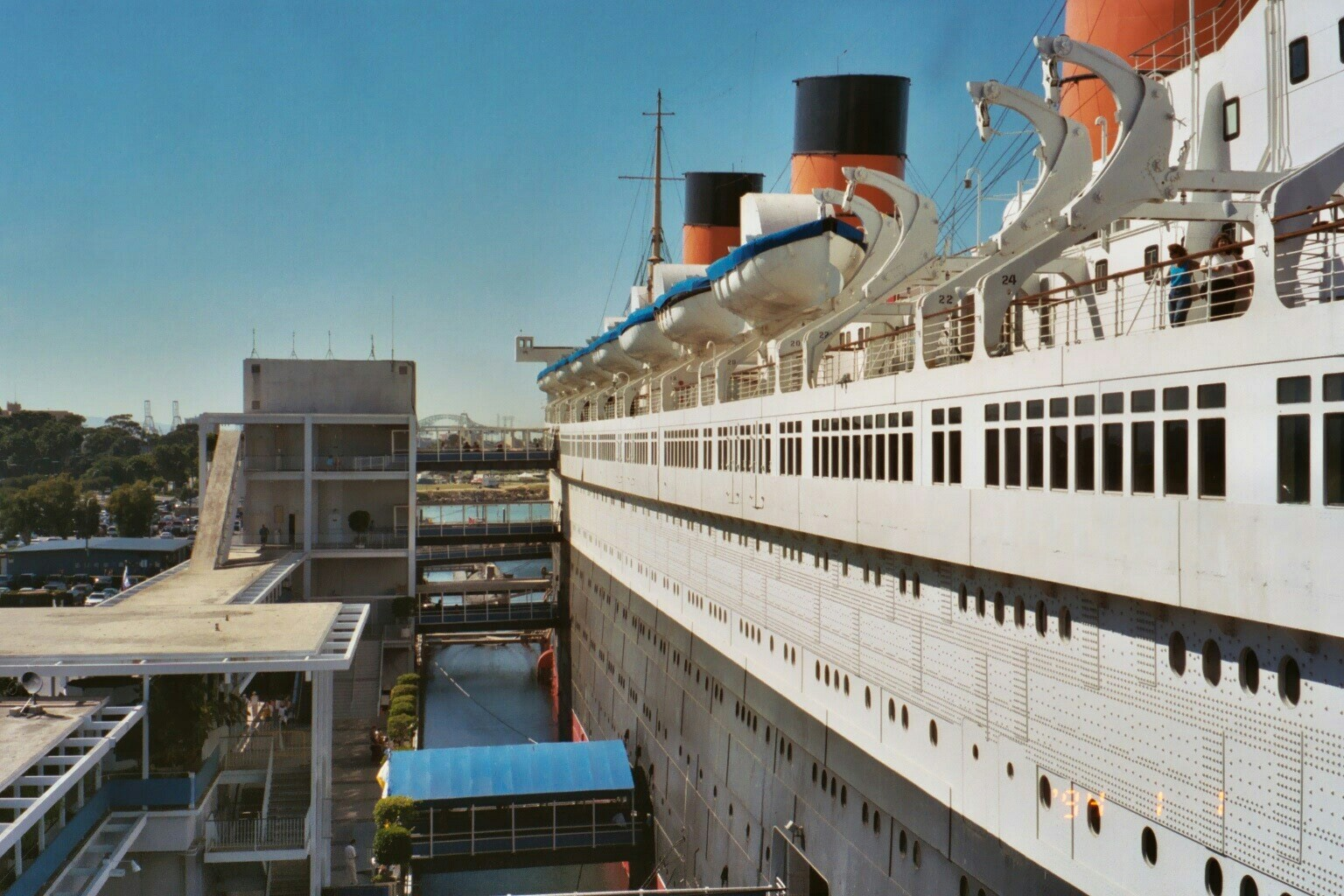
停靠在長灘的瑪麗皇后號
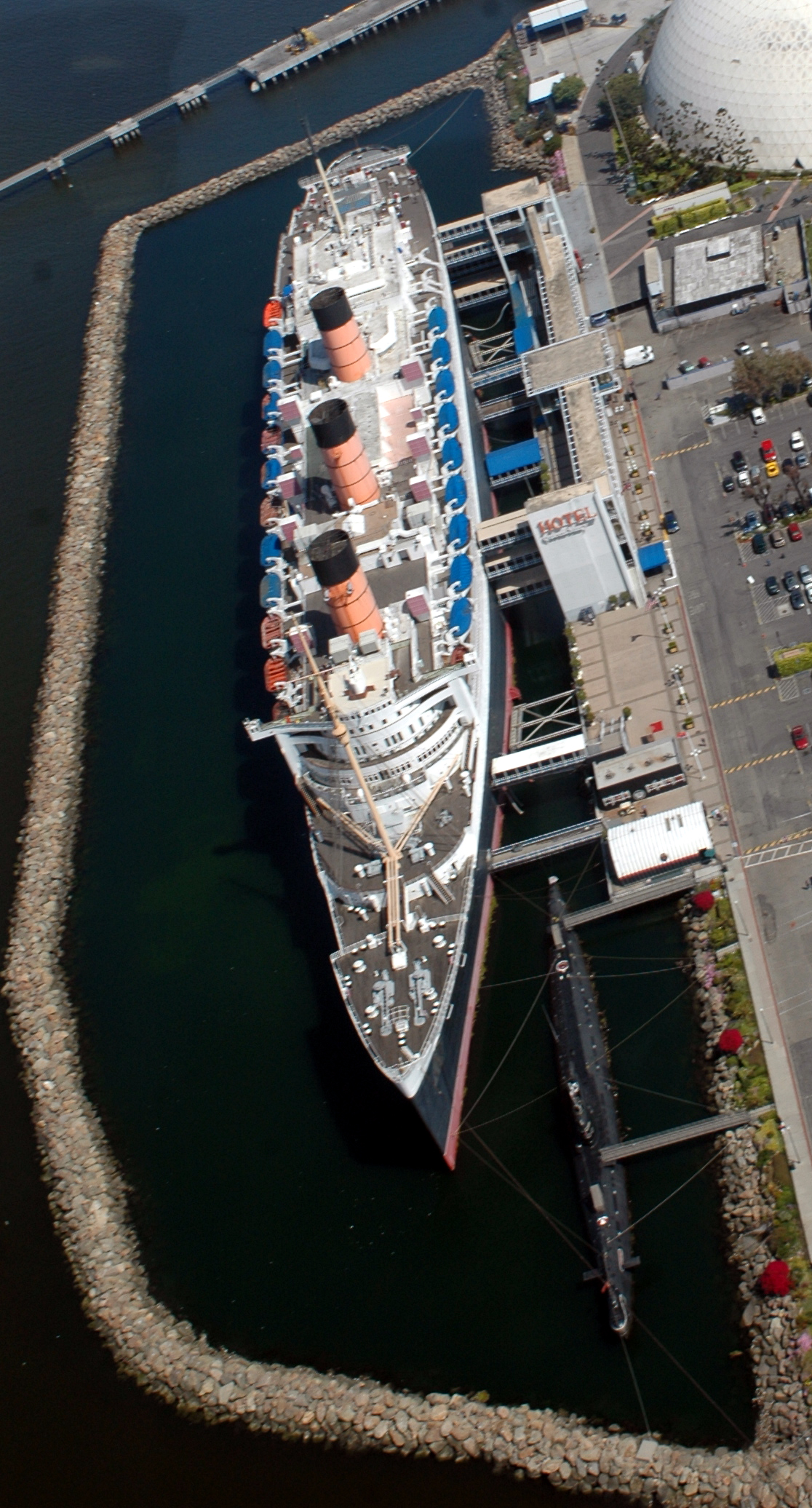
空中俯瞰瑪麗皇后號
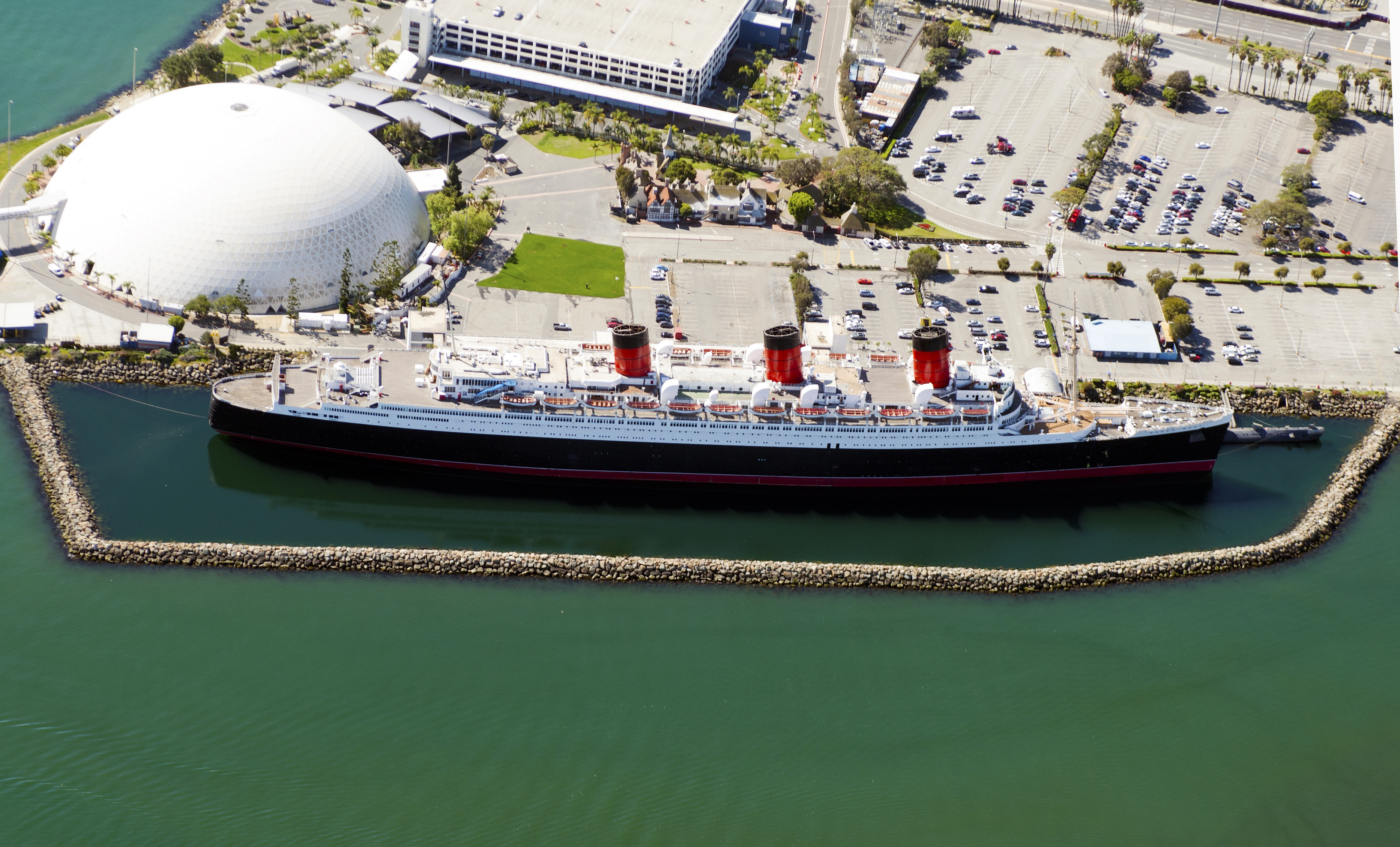
2020年的瑪麗皇后號
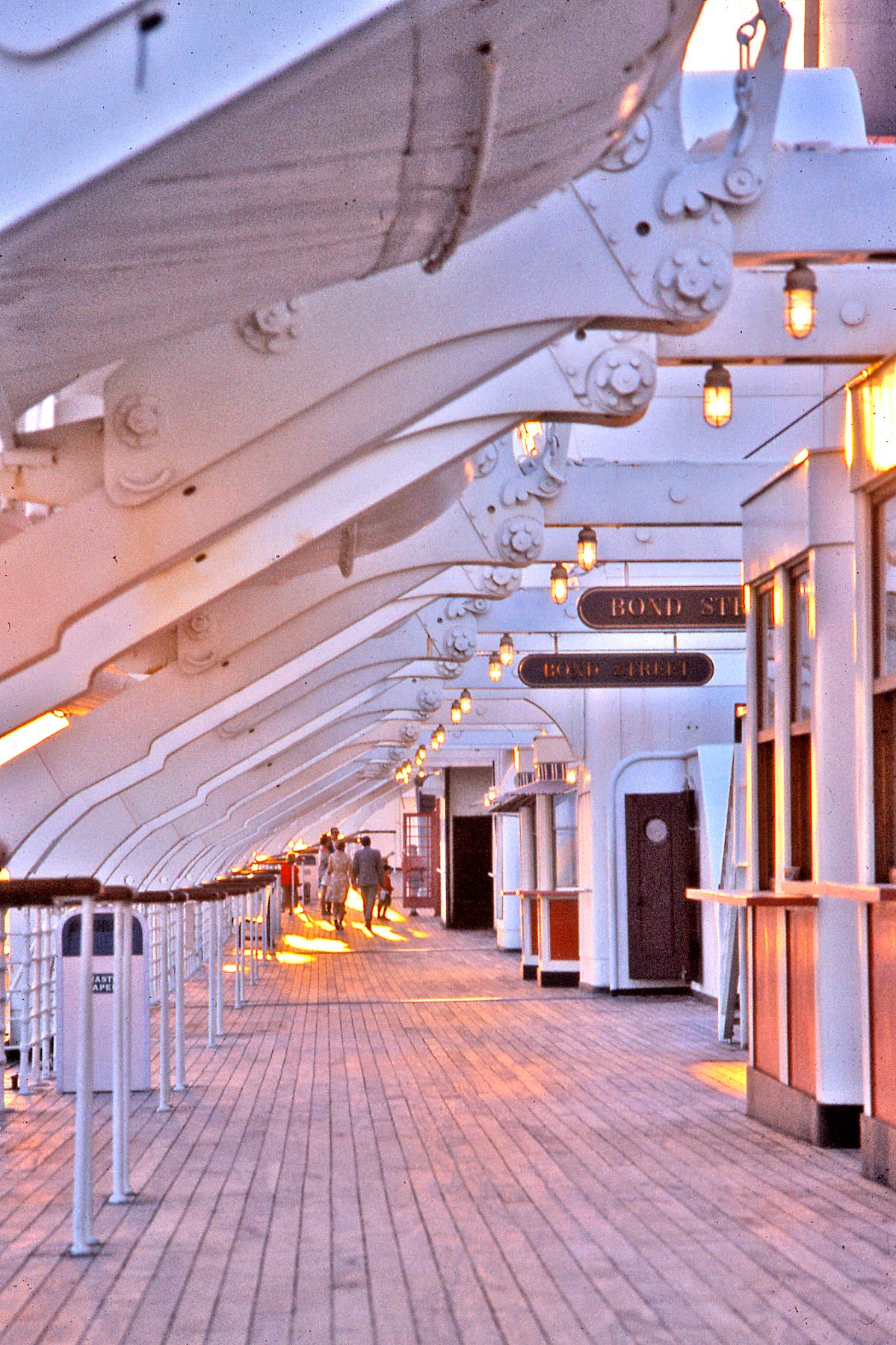
停靠在長灘的瑪麗皇后號右舷陽光甲板，攝於1972年

### 開放

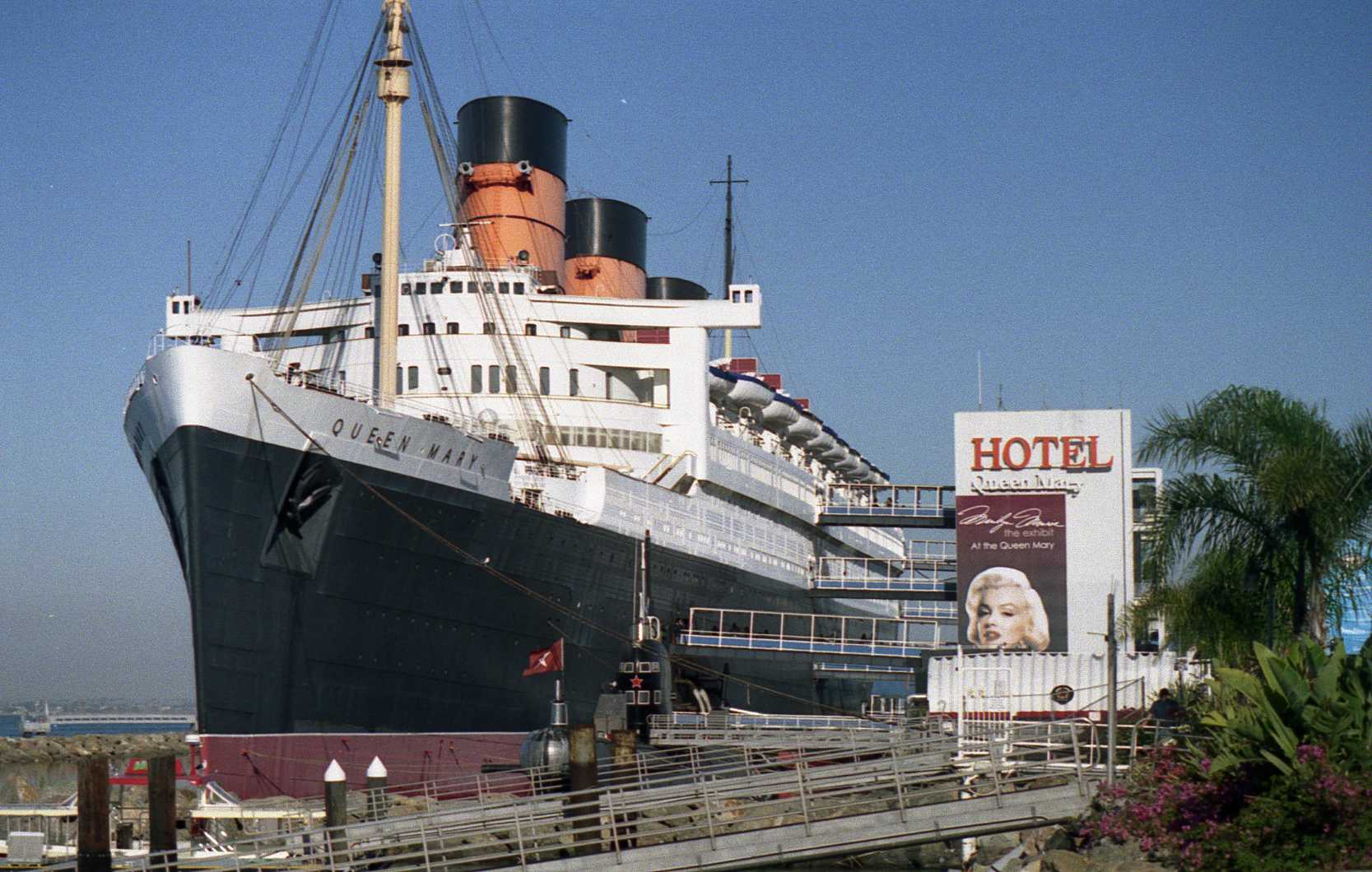
船舶如同酒店，設有永久登船通道

1971年5月8日，瑪麗皇后號向游客開放。最初僅有部分船艙向公眾開放，因為特色餐廳尚未開設，而PSA還未完成將船上原頭等艙改建成酒店的工作。因此，船隻僅在週末開放。1971年12月11日，雅克·庫斯托的海洋博物館在船內開放，計劃中的展品展示完成了四分之一。然而在接下來的十年內，由於門票銷售不佳和許多魚類在博物館中死亡，庫斯托的博物館最後關閉。
1972年11月2日，PSA瑪麗皇后酒店開設了最初的150個客房。兩年後，全部400個客房完成，PSA引進凱悅酒店管理酒店，這家酒店自1974年營運至1980年，以瑪麗皇后凱悅酒店（Queen Mary Hyatt Hotel）名義運營。到了1980年，考慮到現有的營運體系顯然對觀光發展不太有效。對於市政府來說，瑪麗皇后號的經營使每年虧損金額達到數百萬美元，因為酒店、餐廳和博物館是由三個獨立的特許經營者經營，而市政府僅擁有船隻和導覽服務。因此，市政府決定需要一個有更豐富吸引力和經驗的單一營運商來經營瑪麗皇后號。
當地的百萬富翁傑克·拉瑟因為與妻子邦尼塔·格蘭維爾多次乘坐瑪麗皇后號而對這艘船鍾情。因此與長灘市簽署了一份為期66年的租約以經營整個財產。並策畫了美國休斯航空公司在1940年代末生產的一架巨型水上運輸機「休斯H-4大力神」的展示，這架被稱為「雲杉之鵝」的巨大飛機曾經在長灘的一個机库裡放了幾十年，但在1983年，它被安置在與客船相鄰的一個巨大的漸進式圓頂內，以吸引更多的遊客。
拉瑟的港務公司在當時負責管理整個景點，直到拉瑟於1984年去世。1988年，華特迪士尼公司買下了他的所有持股。由於拉瑟曾在1955年建造迪士尼樂園飯店，因為華特·迪士尼公司當時病沒有足夠的資金來建造酒店。迪士尼一直試圖購買這家酒店長達30年。最終成功後，他們也額外獲得了瑪麗皇后號。但這從未被營銷作為迪士尼的產業。
20世紀80年代末和90年代初，瑪麗皇后號面臨財務困境。迪士尼把他們扭轉景點命運的希望，寄託在仍在規劃的設施迪士尼港上，一個位於相鄰碼頭的大型度假勝地，當時該園區計劃建造一座名為迪士尼海洋（DisneySea）的主題公園，然而計劃最終未能實現，迪士尼最後在1992年放棄了瑪麗皇后號的租賃權，將精力集中在建造後來的迪士尼加州冒險樂園。
十年後，迪士尼港的概念在日本以東京迪士尼海洋之名重啟，該園區的輪船主題設施SS哥倫比亞號則是以瑪麗皇后號的外型作為主題。

### 1992年關閉及再開放
隨著迪士尼的離去，瑪麗皇后號酒店於1992年9月30日關閉。南加利福尼亞航空俱樂部（Aero Club of Southern California）將「雲杉之鵝」出售給了俄勒岡州的常青航空與航天博物館。「雲杉之鵝」也在同年10月2日駁船搬遷。而瑪麗皇后號則繼續開放至1992年12月31日，並在最終關閉，在此之後，船舶於1993年被提名並列入了國家歷史名勝名錄，同時長堤港也於1993年將船隻控制權移交給了市政府。
1993年2月5日，RMS基金會公司（RMS Foundation, Inc）與長灘市簽署了一份為期五年的租約，成為瑪麗皇后號的新營運商。該基金會由總裁兼首席執行官約瑟夫·F·普瑞瓦特爾（Joseph F. Prevratil）領導，他曾經經營過拉瑟的項目。1993年2月26日，瑪麗皇后號再度作為遊景點全面重新開放，而酒店則在3月5日部分開放，提並供125間客房和宴會設施，其餘客房則在4月30日開始接待客人。1995年，RMS基金會租約被延長至20年，租約範圍縮減為僅經營船舶。新成立的公司皇后海港開發公司（QSDI)則在同年起負責控制船旁邊的土地。圓頂內的空間被廣泛用於攝影棚。
1998年，長灘市將QSDI的租約延長至66年。2001年，嘉年華游轮公司將圓頂的一部分改造為客運碼頭。加利福尼亞州土地委員會還發布了一份報告，回應了公眾對公共信託土地使用和公共信託資金管理不善的擔憂。該報告認定這些用途不違反授權法規或公共信託原則，但可能被視為與享用公共濱水區必要相關的事項。他們沒有發現任何管理不善的證據，這一結論得到了州總檢察長的審查和確認。
2004年，瑪麗皇后號和觀星者製作公司（Stargazer Productions）合作，在原船上銀行和無線電報室的空間舉辦蒂比斯偉大的美國歌舞表演秀（Tibbies Great American Cabaret），該空間改造為一個實用的晚宴劇院，包括舞台、燈光、音響廳和廚房設施。

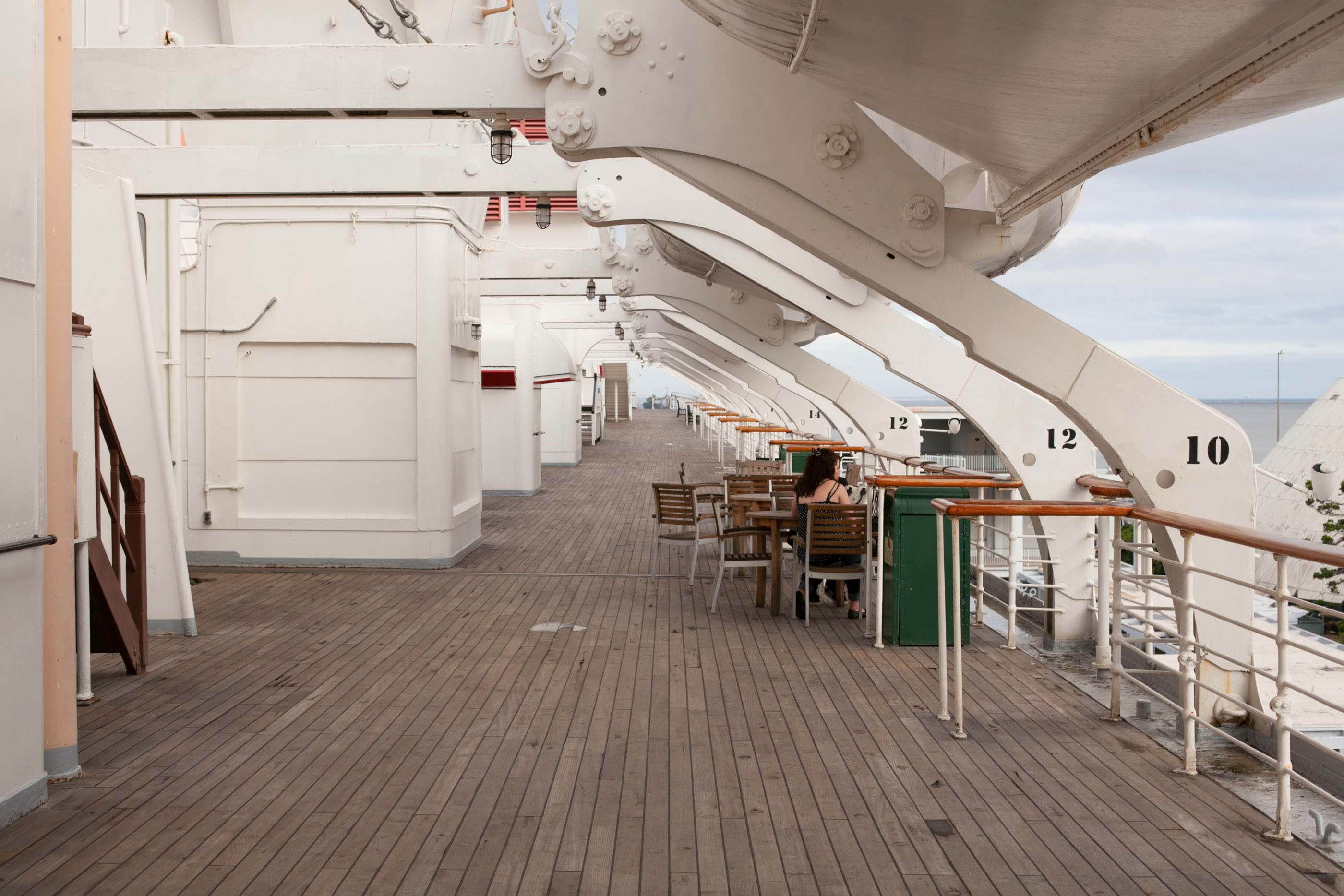
長廊甲板
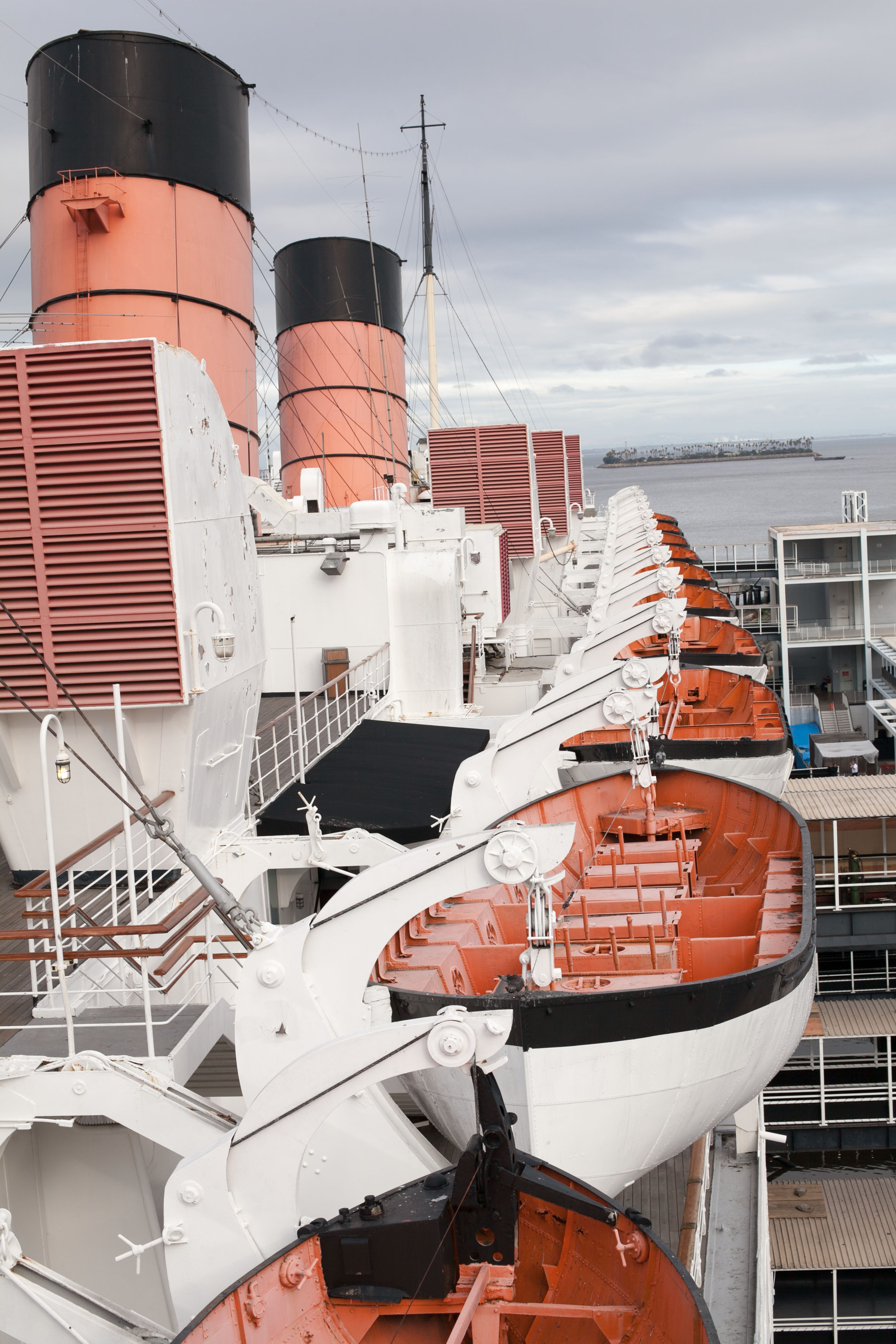
瑪麗皇后號的救生艇
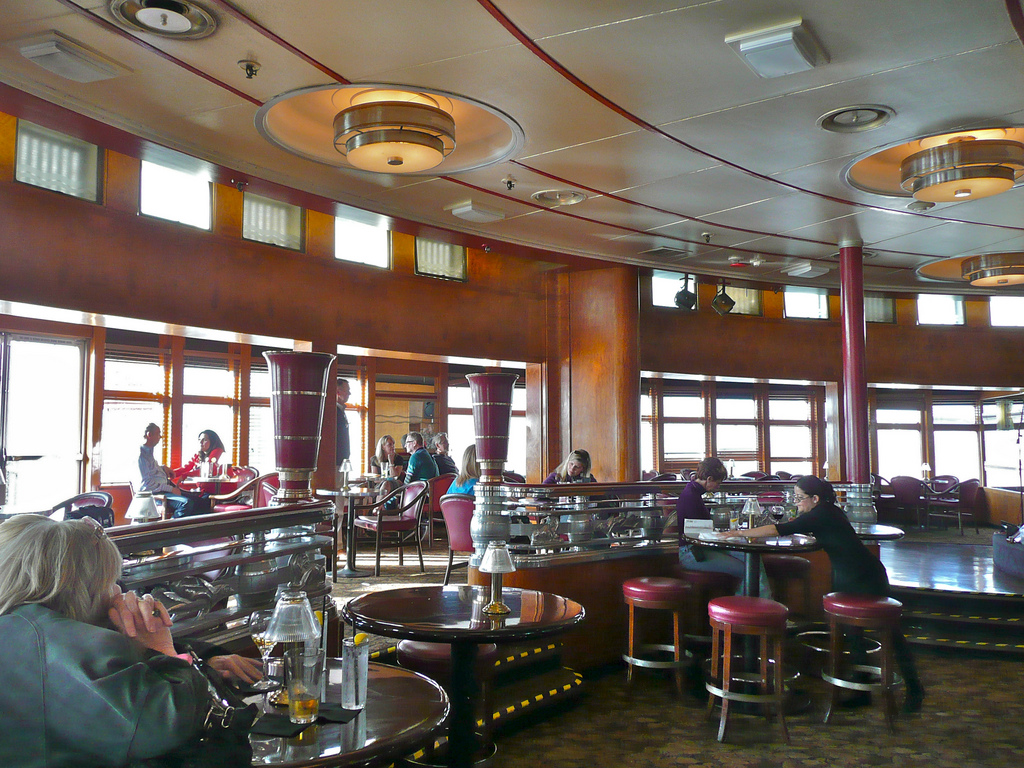
觀察酒吧
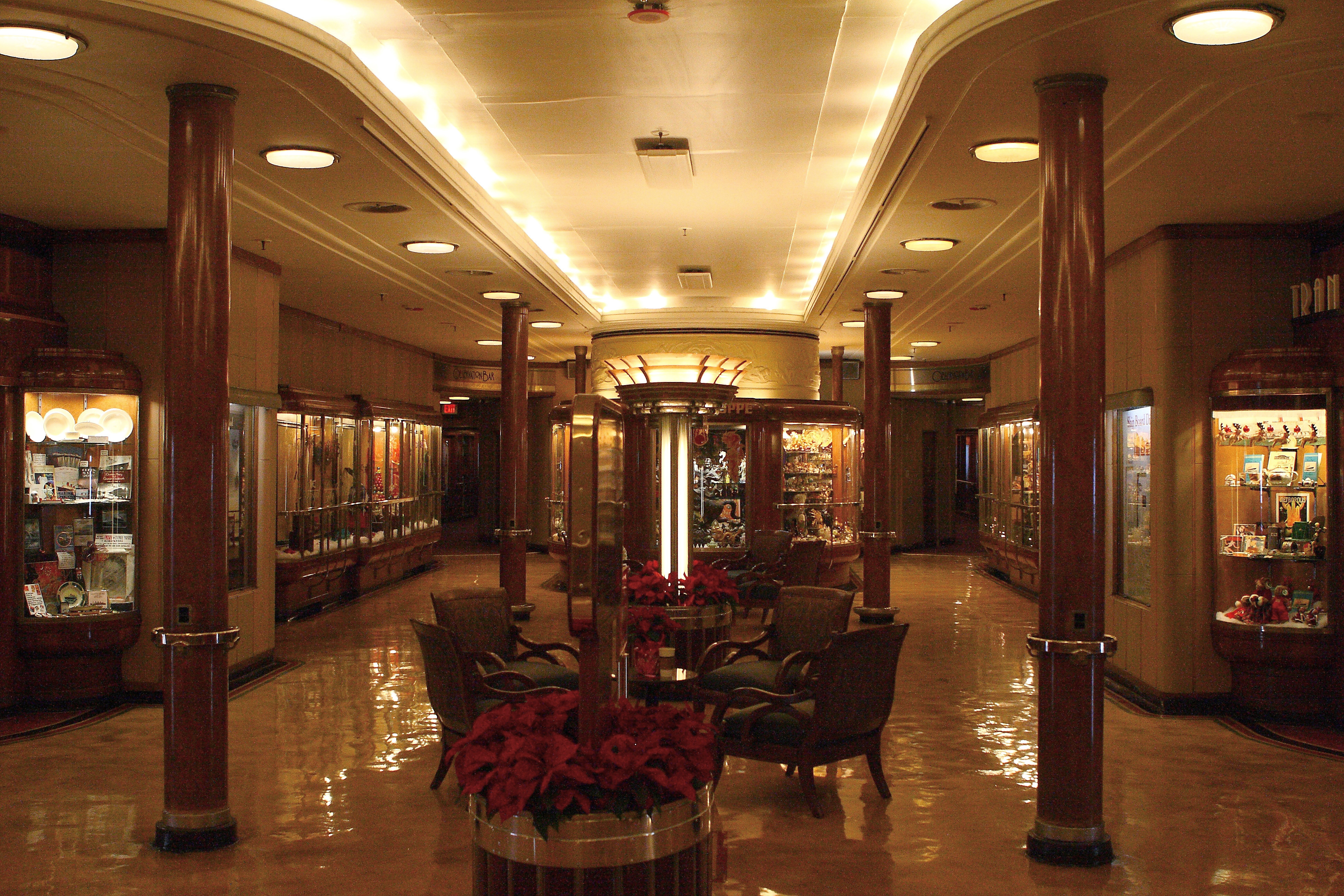
長廊甲板的一等商店

2005年，由於租金抵扣爭端，QSDI尋求美国破产法第十一章保護。2006年，破產法院要求對有意從QSDI接管租約的各方進行競標。最低要求的開標價為4100萬美元。船的營運（由RMS基金會負責）與破產無關。2007年夏天，瑪麗皇后號的租約被出售給由豪斯馬克酒店集團（Hostmark Hospitality Group）管理的「拯救女王」團體。他們計劃開發與瑪麗皇后號相鄰的土地，並升級、翻新和修復船舶。在他們的管理下，船艙房間更新了iPod底座和平板電視，並將船的三個煙囪和水線區域重新塗成了原始的「冠達式」紅色。船舷側的長廊甲板的鋪板得到了修復和翻新。許多救生艇得到了修理和修補，船上的廚房得到了新設備的翻新。
2009年9月底，瑪麗皇后號的管理權被特拉華北部公司（Delaware North Companies）接管，他們計劃繼續修復和翻新船舶及其周邊地區。並決心振興和增強船隻作為旅遊景點的吸引力。但在2011年4月，長灘市被告知特拉華北部公司不再管理瑪麗皇后號。加里森投資集團（Garrison Investment Group）表示這一決定完全是出於商業原因。特拉華北部則繼續管理自1998年以來，在瑪麗皇后號旁邊展示的蘇聯潛艇蠍子號。
2011年9月23日，進化酒店有限責任公司（Evolution Hospitality, LLC）接管了瑪麗皇后號的營運，而加里森投資集團則租賃瑪麗皇后號。圓頂被用作長灘德比女童{link-en|競速滑輪|Roller_derby}}的比賽場地，並作為活動場所使用。

#### 2006年：兩位瑪麗皇后的會面

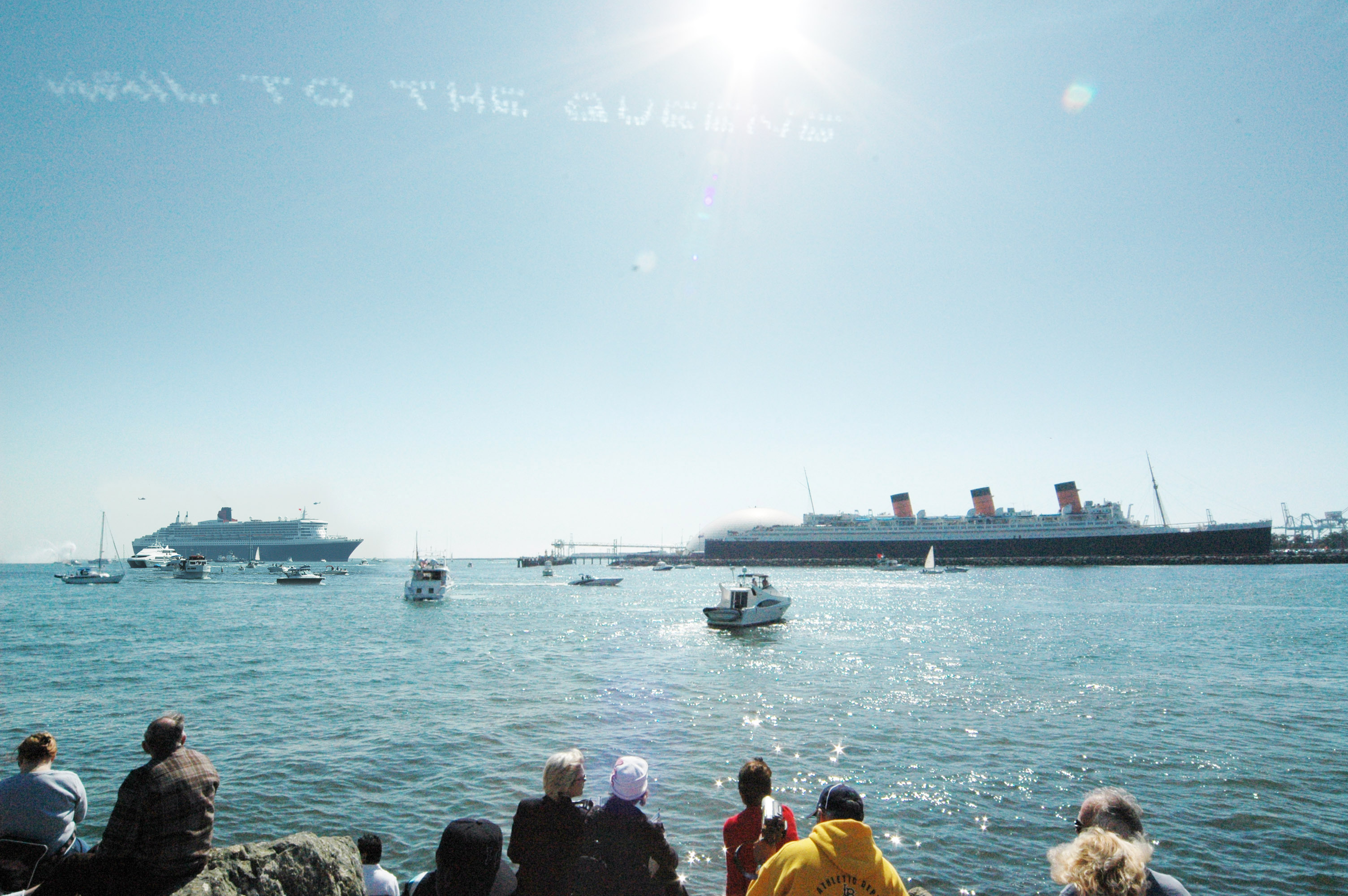
瑪麗皇后號和瑪麗皇后二號在長灘舉行致敬。

2006年2月23日，瑪麗皇后二號在前往墨西哥途中在洛杉磯港進行了停靠，向她的前任瑪麗皇后號致敬。2011年3月，瑪麗皇后號在煙火綻放之際，接受了維多利亞女王號的致敬，而2013年3月12日，英格蘭號也在煙火綻放之際向她致敬。
致敬儀式按照下列形式進行：瑪麗皇后號將回應瑪麗皇后二號的響號，瑪麗皇后二號使用全新組合的兩個喇叭，以及一個來自長灘市的1934年女王瑪麗號原裝喇叭。原來的瑪麗皇后號則有三個音叉，調校在55赫茲，這個頻率是因為它低到足夠大聲，卻不會對人類的耳朵造成疼痛。
根據現代的國際海事組織規定，長度超過200（660英尺）的船隻，其響號頻率應在70至200赫茲的範圍內。傳統上，頻率越低，船隻越大。瑪麗皇后二號全長345（1,132英尺），她的規定響號被設定為最低頻率（70赫茲），還加上永久租借的修復後的55赫茲音叉。55赫茲是標準鋼琴鍵盤最低音符的一個八度的「A」音。這種空氣驅動的Tyfon音叉可以聽到至少10英里（16）之外的聲音。

### 2016年：租給城市共享區

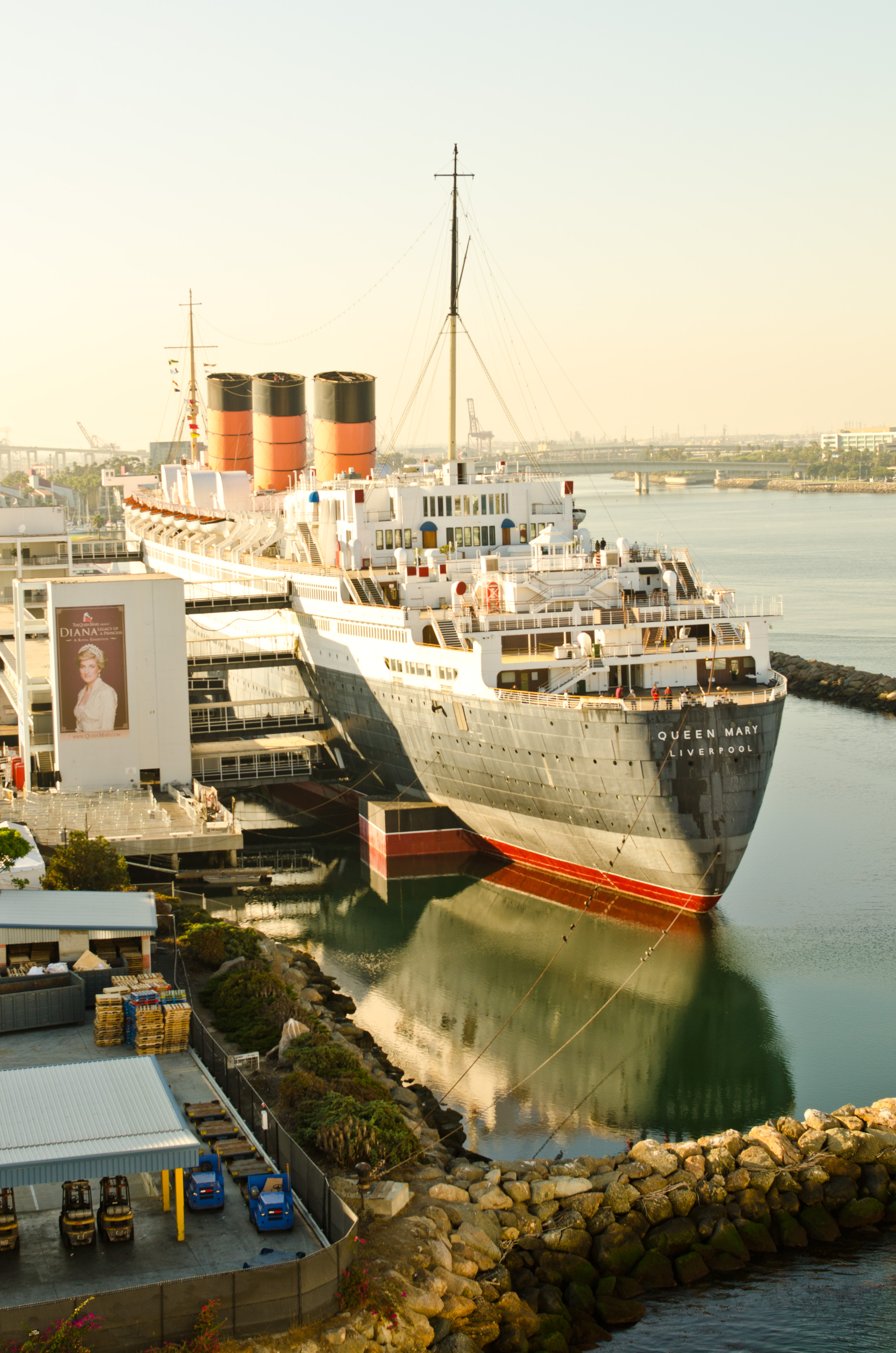
2013年的瑪麗皇后號

2016年，房地產公司城市共享區（Urban Commons）買下了船舶的租約，該租約延續到2082年以防止違約。根據租約，城市共享區有義務進行船舶的日常維護和長期項目。嘉年華郵輪公司接管了整個圓頂並在其管理下進行效率改進。該營運商通過舉辦活動、酒店預訂以及來自附近嘉年華郵輪碼頭的乘客費用來賺取資金，後者是最主要的收入來源。根據租約，納稅人的資金不用於船舶的維護。城市共享區計劃對船舶進行大規模翻新，並將相鄰的45英畝（18公頃）停車場重新開發為一家精品酒店、餐廳、一個碼頭、一個露天劇場、慢跑小道、自行車道，以及可能的巨大摩天輪，總成本高達2.5億美元。
2017年7月，在修復浴室時，工人重新發現了船舶前部的齒輪室，該設施曾控制船上重達16噸的大錨。該室顯然在1960年代的改建期間被封閉，幾十年來被遺忘了
2019年5月，城市共享區成立了鷹酒店不動產投資信託（Eagle Hospitality Real Estate Trust），旨在為瑪麗皇后號以及其擁有或管理的其他12個酒店物業籌集多達5.66億美元。然而，在12月份宣布，市政府正在審查城市共享區的財務狀況，以確定長灘市是否「已經收到了所有應有的收入」。

### 2017年情況
在2017年，一份關於船舶狀況的報告被發布。該報告觀察到不僅船體，而且船內一個凸起的展示區的支撐結構也在腐蝕狀態，船舶的惡化狀況使得引擎室等區域容易受到水浸。修復成本估計接近3億美元。2016年11月，長灘市已投入2300萬美元用於解決瑪麗皇后號最重要的修復工作。長灘市經濟和物業發展總監約翰·凱斯勒表示：「工程師們相信他們能夠在時間內完成這些即時項目。這些是我們只能長期解決的重大挑戰，不能一次全部完成。」作為瑪麗皇后號的出生地，蘇格蘭的政治領袖呼籲當時的英國首相文翠珊於2017年向美國政府施壓，資助船舶的全面修復。
然而，在2019年8月，負責代表長灘市檢查瑪麗皇后號的工程師愛德華·普里博尼克發表一份報告，稱船舶的狀況是他在25年的工作中「所見到最差的一次」。普里博尼克表示，在豪斯馬克酒店集團的管理下，對瑪麗皇后號的忽視變得更加嚴重，並得出結論：「如果不立即投入大量人力和資金，船舶的狀況可能很快無法挽救。」最近的忽視事件包括用膠帶貼補的管道爆裂，導致宴會廳充滿污水，船舶船底積水嚴重，最近塗在船舶煙囪上的油漆已經剝落，因為塗裝方法不佳。普里博尼克的悲觀結論遭到城市官員的爭議，他們稱這些警告是「誇張」的，並指出已經進行了「重大」的女王瑪麗號修復工作。
為了修復工程，2300萬美元的資金於2018年已用盡，截至2019年9月，根據2015年的海洋調查，27個緊急項目中的19個已完成。整體上存在著顯著的成本超支，消防安全修復的費用從最初的20萬美元增加到529萬美元。2015年確定的剩下的8個問題中，有兩個被認為是「關鍵」的，其中包括拆除已經腐爛並有倒塌危險的船上救生艇。
2019年10月，長灘市警告豪斯馬克酒店集團，該公司未能履行維護和修復瑪麗皇后號的承諾，相應地有可能違約其66年的租約協議。豪斯馬克酒店集團回應了一份修復計劃的更新版本，其中包括以500至700萬美元的成本拆除救生艇，並進行新的油漆工作。

### 2020年代至今
由於2019冠状病毒病疫情，瑪麗皇后號於2020年5月停止運營。作為管理瑪麗皇后號的幾家公司的監管者，鷹酒店房地產信託於2021年3月9日向聯邦破產法庭提交動議，拍賣其租約。城市的法庭文件聲稱，豪斯馬克酒店集團的修復工作未完成或未正確執行，可能需要重新進行。此外，船舶目前的狀況需要在重新向公眾開放之前進行重大的安全修復。在法庭文件中，鷹酒店房地產信託表示，租約是他們最有價值的資產，然而，在鷹酒店的所有其他酒店物業在破產法庭拍賣中售出後，沒有人出價競標租約。鷹酒店房地產信託同意將其租約協議歸還給城市，長灘市最後則於2021年6月重新掌控了瑪麗皇后號。為了維持船舶運營，城市批准了一份為期六個月的200萬美元合同，由進化酒店負責支付每月的公用事業費、安保、園林綠化和其他費用。
由城市聘請的建築和海洋工程公司發現，瑪麗皇后號仍需要2300萬美元的緊急安全修復，以確保船舶在未來兩年內保持營運。根據埃利奧特灣設計集團（Elliott Bay Design Group）的報告指出，船舶當前容易受到水浸，甚至可能翻船。2021年9月21日，長灘市議會投票決定瑪麗皇后號及周邊土地交給長堤港港務部。將船舶和周邊土地從市政府控制轉移給港口，包括H碼頭。並對於狀況惡化的救生艇進行緊急拆除，因為它們給船舶的側殼施加了壓力，從而在支撐系統中造成裂縫。
2022年2月，市政府與進化酒店達成了一項新協議。到11月，市政府已經花費280萬美元進行了水暖修理、新的Wi-Fi連接、扶手欄杆修復和節能燈泡更換。這還包括開始對船舶的鍋爐和熱交換器進行工作。市政府批准了100萬美元用於繼續修復船舶的油毯地板和地毯、冰箱、電梯、廚房排氣罩和客房鎖。
船舶在2022年12月15日重新開放進行有限參觀，於2023年4月1日舉行了公眾開放。同月晚些時候，市政府宣布船舶和H碼頭將繼續由市政府擁有，而港口將成為合作夥伴。

## W6RO

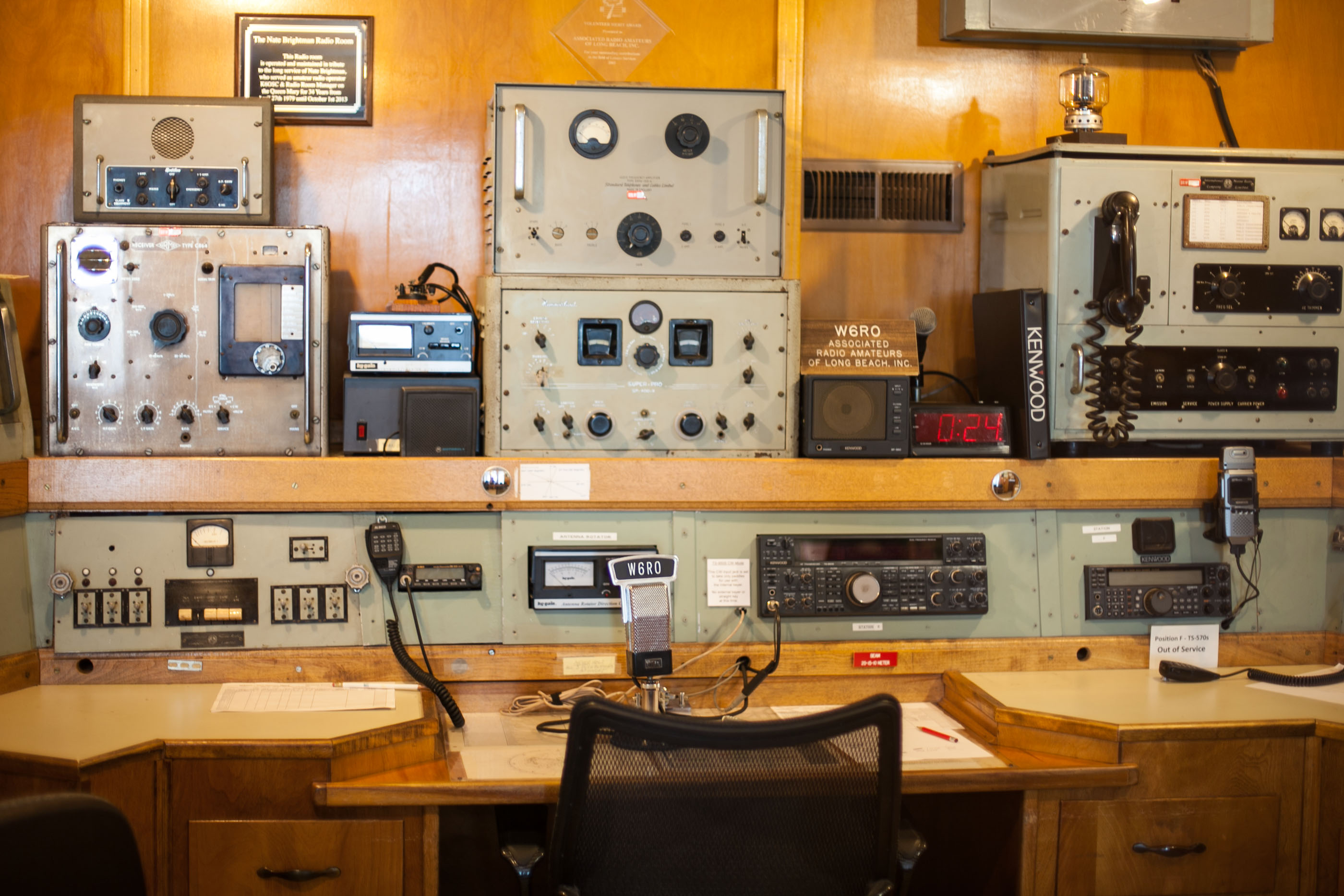
瑪麗皇后號的無線電室

瑪麗皇后號最初的專業無線電房間在停泊於長灘時被拆除。取而代之的是由長灘居民和業餘無線電愛好者內特·布萊曼（Nate Brightman） K6OSC提議的業餘無線電房間，該房間位於原來的無線電接收室的上一層，一些被棄置的原始無線電設備被用於展示。新的無線電房間於1979年4月22日開放營運。這個業餘無線電臺的呼號是W6RO（Whiskey Six Romeo Oscar），依靠當地業餘無線電俱樂部的志願者維持通訊。他們在大部分公開時間內在無線電房間工作。無線電也可以供其他持牌業餘無線電操作員使用。
為了紀念布萊曼對W6RO及瑪麗皇后號超過四十年貢獻，2007年11月，瑪麗皇后號的無線電房間被更名為內特·布萊曼無線電房間。這一消息於2007年10月28日，在布萊曼的90歲生日派對上由前女王瑪麗號總裁兼首席執行官約瑟夫·普雷夫拉蒂爾（Joseph Prevratil）宣布。

## 傳說

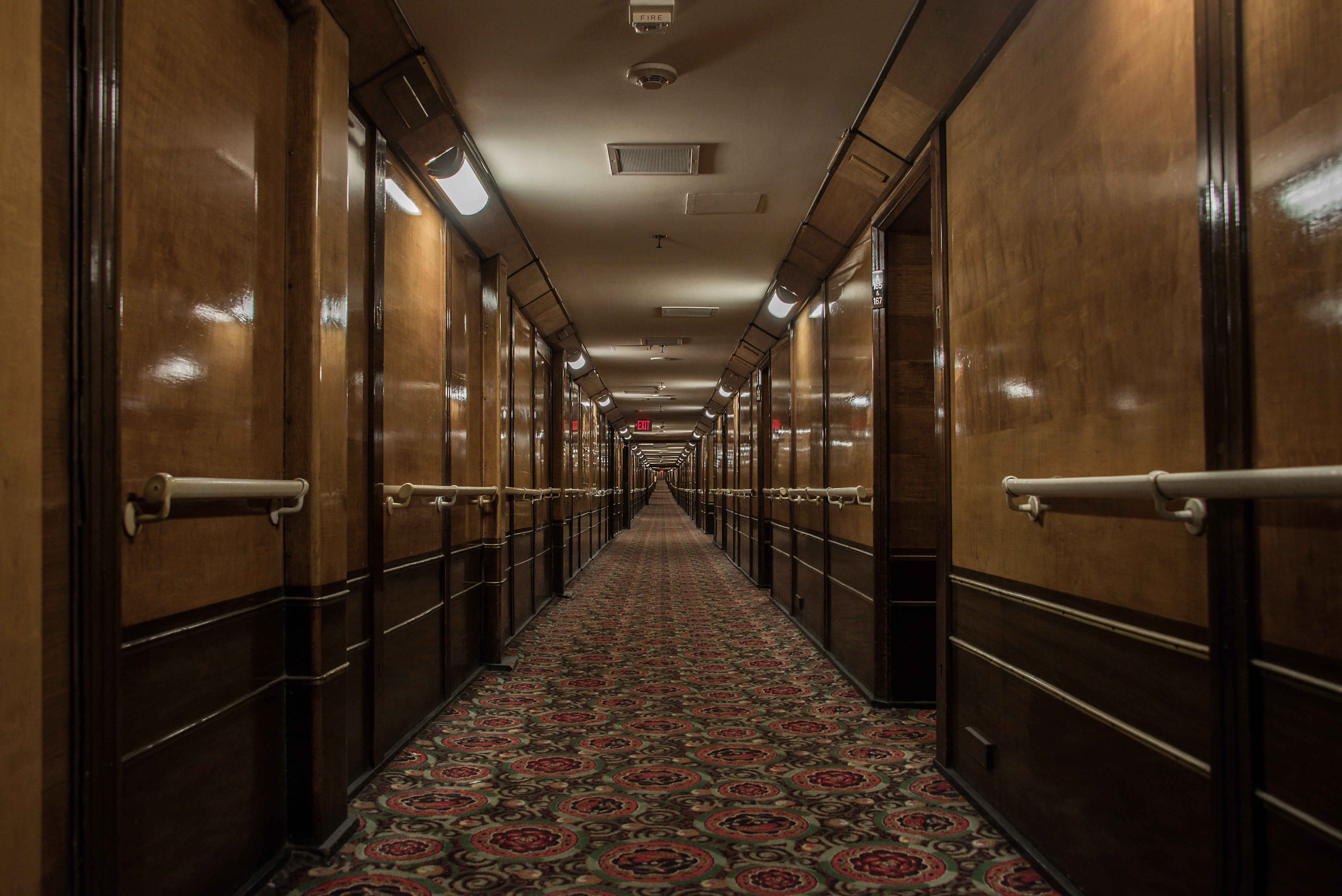
瑪麗皇后號的走廊

在瑪麗皇后號永久停靠長灘後，就有聲稱該船鬧鬼的說法。2008年，《時代雜誌》將瑪麗皇后號列入其「十大鬧鬼地點」之一。據稱其中一個客艙被指控為一名被害者的靈魂所纏擾。瑪麗皇后號酒店宣傳該套房為「B-340」，這是一個曾經的三等艙，被稱為「臭名昭著的鬧鬼地點」。瑪麗王后號還營運一些商業旅遊，其中包括恐怖景點體驗，如在萬聖節季節舉辦的「黑暗港口」，以及「鬼怪之遇」之旅和「鬼與傳奇」之旅，宣傳稱其擁有「根據船上著名的超自然故事，創作的可怕原創故事和角色」。
懷疑論者約翰·錢皮恩（John Champion）在《懷疑論者》雜誌上批評了這些鬧鬼旅遊，稱其為「對這個空間的愛護的愚蠢利用」，並指出很多努力都投入在將船宣傳為「鬧鬼景點」，而解釋或保存船的真實歷史的努力「不知怎麼被忽視」。《查詢中心》的研究員喬·尼克爾（Joe Nickell）將女王瑪麗號的鬧鬼傳說歸因於錯覺心理學的「空想性错视」現象，這是因為主觀感受引起的錯覺心理圖像和醒目狀態，常常發生在進行重複性家務的工人，例如酒店員工。
懷疑論者克里斯·珀利（Chris Perley）表示，由於船體輕薄，「鬼獵人」傳說提寄到的「脫魂」聲音實際上只是普通聲音被傳遞的結果。珀利在2015年開始在女王瑪麗號擔任導遊，並修改了“鬼怪之遇”之旅的劇本以反駁各種傳說和故事，並以船上的記錄為依據，如有記載的死亡事件。有一個傳說稱一個小女孩在一、二等泳池中出現；然而，珀利發現兩個泳池中都沒有記錄到死亡事件。另一個傳說是，1959年被父親殺害的兩個女兒在B474室和周圍的走廊裡出現。然而，珀利的研究顯示這個房間在1967-71年之間的改建前，原本是兩個二等艙，而這起謀殺自殺案實際上發生在1964年的維吉尼亞羅阿諾克，而非在船上
。

## 外部連結
- Website of current commercial operator 的存檔，存档日期24 July 2020. (Event listings as well as Facts & History section)
- "Thirty Million Dollar Super Liner Is Built", January 1932, Popular Mechanics （页面存档备份，存于） detailed article on the construction of the future RMS Queen Mary
- The Great Ocean Liners: RMS Queen Mary
- Restored colour archive film of RMS Queen Mary on the Clyde (1936) （页面存档备份，存于） (archive films from the National Library of Scotland)
- Queen Mary Cunard Service History at Chris' Cunard Page （页面存档备份，存于）
- Launch of the Queen Mary (1934) （页面存档备份，存于） (archive films from the National Library of Scotland)